# Kína az 1992. évi nyári olimpiai játékokon
Kína a spanyolországi Barcelonában megrendezett 1992. évi nyári olimpiai játékok egyik részt vevő nemzete volt. Az országot az olimpián 23 sportágban 244 sportoló képviselte, akik összesen 54 érmet szereztek.

## Érmesek
| Érem  | Versenyző | Sportág       | Versenyszám              |
| ----- | --- | ------------- | ------------------------ |
| Arany | Lü Lin Vang Tao (Wang Tao) | Asztalitenisz | Férfi páros              |
| Arany | Teng Ja-ping (Deng Yaping) | Asztalitenisz | Női egyes                |
| Arany | Teng Ja-ping (Deng Yaping) Csiao Hung (Qiao Hong) | Asztalitenisz | Női páros                |
| Arany | Csen Jüe-ling (Chen Yueling) | Atlétika      | Női 10 km gyaloglás      |
| Arany | Csuang Hsziao-jen (Zhuang Xiaoyan) | Cselgáncs     | Női nehézsúly            |
| Arany | Szun Su-vej (Sun Shuwei) | Műugrás       | Férfi egyéni toronyugrás |
| Arany | Kao Min (Gao Min) | Műugrás       | Női egyéni műugrás       |
| Arany | Fu Ming-hszia (Fu Mingxia) | Műugrás       | Női egyéni toronyugrás   |
| Arany | Vang Ji-fu (Wang Yifu) | Sportlövészet | Férfi légpisztoly        |
| Arany | Csang San (Zhang Shan) | Sportlövészet | Skeet                    |
| Arany | Li Hsziao-suang (Li Xiaoshuang) | Torna         | Férfi talaj              |
| Arany | Lu Li | Torna         | Női felemás korlát       |
| Arany | Jang Ven-ji (Yang Wenyi) | Úszás         | Női 50 m gyors           |
| Arany | Csuang Jung (Zhuang Yong) | Úszás         | Női 100 m gyors          |
| Arany | Csien Hung (Qian Hong) | Úszás         | Női 100 m pillangó       |
| Arany | Lin Li | Úszás         | Női 200 m vegyes         |
| Ezüst | Csiao Hung (Qiao Hong) | Asztalitenisz | Női egyes                |
| Ezüst | Csen Ce-ho (Chen Zihe) Kao Csün (Gao Jun) | Asztalitenisz | Női páros                |
| Ezüst | Huang Cse-hung (Huang Zhihong) | Atlétika      | Női súlylökés            |
| Ezüst | Ma Hsziang-csün (Ma Xiangjun) Vang Hung (Wang Hong) Vang Hsziao-csu (Wang Xiaozhu) | Íjászat       | Női csapat               |
| Ezüst | Nemzeti válogatott Cung Hszüe-ti (Cong Xuedi) Csan Su-ping (Zhan Shuping) Cseng Haj-hszia (Zheng Haixia) Cseng Hsziu-lin (Zheng Xiulin) Cseng Tung-mej (Zheng Dongmei) Ho Csün (He Jun) Li Hszin (Li Xin) Li Tung-mej (Li Dongmei) Liu Csing (Liu Qing) Liu Csün (Liu Jun) Peng Ping Vang Fang (Wang Fang) | Kosárlabda    | Női                      |
| Ezüst | Tan Liang-tö (Tan Liangde) | Műugrás       | Férfi egyéni műugrás     |
| Ezüst | Vang Ji-fu (Wang Yifu) | Sportlövészet | Férfi szabadpisztoly     |
| Ezüst | Li Tuj-hung (Li Duihong) | Sportlövészet | Női sportpisztoly        |
| Ezüst | Lin Csi-seng (Lin Qisheng) | Súlyemelés    | Férfi 52 kg              |
| Ezüst | Liu Sou-pin (Liu Shoubin) | Súlyemelés    | Férfi 56 kg              |
| Ezüst | Kuan Vej-csen (Guan Weizhen) Nung Csün-hua (Nong Qunhua) | Tollaslabda   | Női páros                |
| Ezüst | Li Csing (Li Jing) | Torna         | Férfi korlát             |
| Ezüst | Li Csing (Li Jing) | Torna         | Férfi gyűrű              |
| Ezüst | Kuo Lin-jao (Guo Linyao) Li Csun-jang (Li Chunyang) Li Ta-suang (Li Dashuang) Li Ko (Li Ge) Li Csing (Li Jing) Li Hsziao-suang (Li Xiaoshuang) | Torna         | Férfi csapat összetett   |
| Ezüst | Lu Li | Torna         | Női gerenda              |
| Ezüst | Csuang Jung (Zhuang Yong) | Úszás         | Női 50 m gyors           |
| Ezüst | Lin Li | Úszás         | Női 200 m mell           |
| Ezüst | Vang Hsziao-hung (Wang Xiaohong) | Úszás         | Női 200 m pillangó       |
| Ezüst | Lin Li | Úszás         | Női 400 m vegyes         |
| Ezüst | Lö Csing-ji (Le Jingyi) Lü Pin (Lü Bin) Jang Ven-ji (Yang Wenyi) Csao Kun (Zhao Kun) Csuang Jung (Zhuang Yong) | Úszás         | Női 4 × 100 m gyorsváltó |
| Ezüst | Csang Hsziao-tung (Zhang Xiaodong) | Vitorlázás    | Női szörfvitorlázás      |
| Ezüst | Huifeng (Vang Huj-feng, Wang) | Vívás         | Női tőr, egyéni          |
| Bronz | Ma Ven-ko (Ma Wenge) | Asztalitenisz | Férfi egyes              |
| Bronz | Csü Jün-hszia (Qu Yunxia) | Atlétika      | Női 1500 m               |
| Bronz | Li Csun-hsziu (Li Chunxiu) | Atlétika      | Női 10 km gyaloglás      |
| Bronz | Seng Cö-tien (Sheng Zetian) | Birkózás      | Férfi kötöttfogás, 57 kg |
| Bronz | Li Csung-jün (Li Zhongyun) | Cselgáncs     | Női harmatsúly           |
| Bronz | Csang Ti (Zhang Di) | Cselgáncs     | Női váltósúly            |
| Bronz | Ku Hsziao-li (Gu Xiaoli) Lu Hua-li (Lu Huali) | Evezés        | Női kétpárevezős         |
| Bronz | Hsziung Ni (Xiong Ni) | Műugrás       | Férfi egyéni toronyugrás |
| Bronz | Lo Csien-ming (Luo Jianming) | Súlyemelés    | Férfi 56 kg              |
| Bronz | Ho Jing-csiang (He Yingqiang) | Súlyemelés    | Férfi 60 kg              |
| Bronz | Li Jung-po (Li Yongbo) Tien Ping-ji (Tian Bingyi) | Tollaslabda   | Férfi páros              |
| Bronz | Huang Hua | Tollaslabda   | Női egyes                |
| Bronz | Tang Csiu-hung (Tang Jiuhong) | Tollaslabda   | Női egyes                |
| Bronz | Lin Jen-fen (Lin Yanfen) Jao Fen (Yao Fen) | Tollaslabda   | Női páros                |
| Bronz | Kuo Lin-jao (Guo Linyao) | Torna         | Férfi korlát             |
| Bronz | Li Hsziao-suang (Li Xiaoshuang) | Torna         | Férfi gyűrű              |

| Sport         |    |    |    | Összesen |
| Asztalitenisz | 3  | 2  | 1  | 6        |
| Atlétika      | 1  | 1  | 2  | 4        |
| Birkózás      | 0  | 0  | 1  | 1        |
| Cselgáncs     | 1  | 0  | 2  | 3        |
| Evezés        | 0  | 0  | 1  | 1        |
| Íjászat       | 0  | 1  | 0  | 1        |
| Kajak-kenu    | 0  | 0  | 0  | 0        |
| Kerékpározás  | 0  | 0  | 0  | 0        |
| Kosárlabda    | 0  | 1  | 0  | 1        |
| Műugrás       | 3  | 1  | 1  | 5        |
| Ökölvívás     | 0  | 0  | 0  | 0        |
| Öttusa        | 0  | 0  | 0  | 0        |
| Röplabda      | 0  | 0  | 0  | 0        |
| Sportlövészet | 2  | 2  | 0  | 4        |
| Súlyemelés    | 0  | 2  | 2  | 4        |
| Szinkronúszás | 0  | 0  | 0  | 0        |
| Tenisz        | 0  | 0  | 0  | 0        |
| Tollaslabda   | 0  | 1  | 4  | 5        |
| Torna         | 2  | 4  | 2  | 8        |
| Úszás         | 4  | 5  | 0  | 9        |
| Vitorlázás    | 0  | 1  | 0  | 1        |
| Vívás         | 0  | 1  | 0  | 1        |
| Összesen      | 16 | 22 | 16 | 54       |

| Naponként | Naponként    | Naponként | Naponként | Naponként | Naponként | Naponként |
| --------- | ------------ | --------- | --------- | --------- | --------- | --------- |
| Nap       | Dátum        |           |           |           | Összesen  |           |
| 1.nap     | Július 25.   | —         | —         | —         | —         |           |
| 2.nap     | Július 26.   | 1         | 3         | 0         | 4         |           |
| 3.nap     | Július 27.   | 2         | 3         | 1         | 6         |           |
| 4.nap     | Július 28.   | 2         | 1         | 1         | 4         |           |
| 5.nap     | Július 29.   | 1         | 2         | 0         | 3         |           |
| 6.nap     | Július 30.   | 1         | 1         | 2         | 4         |           |
| 7.nap     | Július 31.   | 1         | 2         | 0         | 3         |           |
| 8.nap     | Augusztus 1. | 1         | 1         | 2         | 4         |           |
| 9.nap     | Augusztus 2. | 2         | 3         | 2         | 7         |           |
| 10.nap    | Augusztus 3. | 3         | 1         | 2         | 6         |           |
| 11.nap    | Augusztus 4. | 1         | 2         | 4         | 7         |           |
| 12.nap    | Augusztus 5. | 1         | 1         | 0         | 2         |           |
| 13.nap    | Augusztus 6. | 0         | 0         | 1         | 1         |           |
| 14.nap    | Augusztus 7. | 0         | 2         | 0         | 2         |           |
| 15.nap    | Augusztus 8. | 0         | 0         | 1         | 1         |           |
| 16.nap    | Augusztus 9. | 0         | 0         | 0         | 0         |           |
| Összesen  |              | 16        | 22        | 16        | 54        |           |

## Asztalitenisz
Férfi
| Versenyző                                      | Versenyszám | Csoportkör | Csoportkör | Nyolcaddöntő               | Negyeddöntő                                                                           | Elődöntő                                                                   | Döntő                                                    | Helyezés |
| Versenyző                                      | Versenyszám | Ellenfél Eredmény | Hely.      | Ellenfél Eredmény          | Ellenfél Eredmény                                                                     | Ellenfél Eredmény                                                          | Ellenfél Eredmény                                        | Helyezés |
| ---------------------------------------------- | ----------- | --- | ---------- | -------------------------- | ------------------------------------------------------------------------------------- | -------------------------------------------------------------------------- | -------------------------------------------------------- | -------- |
| Lü Lin                                         | Egyes       | H csoport · Kamles Mehta (IND) · 0-2 · Kim Thekszu (Kim Taek-Su) (KOR) · 0-2 · Abdelhadi Legdali (MAR) · 2-0 | 3.         | kiesett                    | kiesett                                                                               | kiesett                                                                    | kiesett                                                  | 33.      |
| Ma Ven-ko (Ma Wenge)                           | Egyes       | G csoport · Augusto Morales (CHI) · 2-0 · Piotr Skierski (POL) · 2-0 · Petr Korbel (TCH) · 2-1 | 1.         | Paul Haldan (NED) · 3-0    | Jörgen Persson (SWE) · 3-0                                                            | Jean-Philippe Gatien (FRA) · 2-3                                           | kiesett                                                  |          |
| Vang Tao (Wang Tao)                            | Egyes       | K csoport · Ráed Hamdán (KSA) · 2-0 · Oleyumi Bankole (NGR) · 2-0 · Macusita Kódzsi (JPN) · 2-1 | 1.         | Andrzej Grubba (POL) · 3-0 | Kim Thekszu (Kim Taek-Su) (KOR) · 2-3                                                 | kiesett                                                                    | kiesett                                                  | 5.       |
| Lü Lin Vang Tao (Wang Tao)                     | Páros       | B csoport · Peru (PER) · Walter Nathan · Yair Nathan · 2-0 · Észak-Korea (PRK) · Ri Gunszang (Li Gun-Sang) · Cshö Gjongszop (Choi Kyong-Sob) · 2-0 · Horvátország (CRO) · Zoran Primorac · Dragutin Šurbek · 2-1 | 1.         |                            | Franciaország (FRA) · Damien Éloi · Jean-Philippe Gatien · 3-1                        | Dél-Korea (KOR) · Ju Namgju (Yu Nam-Gyu) · Kim Thekszu (Kim Taek-Su) · 3-1 | Németország (GER) · Steffen Fetzner · Jörg Roßkopf · 3-2 |          |
| Ma Ven-ko (Ma Wenge) Jü Sen-tung (Yu Shentong) | Páros       | G csoport · Kuba (CUB) · Rubén Arado · Santiago Roque · 2-0 · Nigéria (NGR) · Oleyumi Bankole · Segun Toriola · 2-1 · Nagy-Britannia (GBR) · Alan Cooke · Carl Prean · 2-0                                       | 1.         |                            | Dél-Korea (KOR) · I Csholszung (Lee Cheol-Seung) · Kang Hicshan (Gang Hui-Chan) · 2-3 | kiesett                                                                    | kiesett                                                  | 5.       |

Női
| Versenyző                                         | Versenyszám | Csoportkör | Csoportkör | Nyolcaddöntő                            | Negyeddöntő                                                              | Elődöntő                                                                             | Döntő                                                                  | Helyezés |
| Versenyző                                         | Versenyszám | Ellenfél Eredmény | Hely.      | Ellenfél Eredmény                       | Ellenfél Eredmény                                                        | Ellenfél Eredmény                                                                    | Ellenfél Eredmény                                                      | Helyezés |
| ------------------------------------------------- | ----------- | --- | ---------- | --------------------------------------- | ------------------------------------------------------------------------ | ------------------------------------------------------------------------------------ | ---------------------------------------------------------------------- | -------- |
| Csen Ce-ho (Chen Zihe)                            | Egyes       | E csoport · Patience Opokua (GHA) · 2-0 · Ling Ling Minangmojo (INA) · 2-0 · Szató Rika (JPN) · 2-0                                                                                       | 1.         | Hosino Mika (JPN) · 3-0                 | Ri Bunhi (Ri Bun-hui) (PRK) · 1-3                                        | kiesett                                                                              | kiesett                                                                | 5.       |
| Teng Ja-ping (Deng Yaping)                        | Egyes       | A csoport · Nadia Al-Hindi (JOR) · 2-0 · Barbara Chiu (CAN) · 2-0 · Insook Bhushan (USA) · 2-0                                                                                            | 1.         | Bátorfi Csilla (HUN) · 3-0              | Ju Szunbok (Yu Sun-Bok) (PRK) · 3-0                                      | Hjon Dzsonghva (Hyeon Jeong-Hwa) (KOR) · 3-0                                         | Csiao Hong (Qiao Hong) (CHN) · 3-1                                     |          |
| Csiao Hung (Qiao Hong)                            | Egyes       | B csoport · Cheryl Roberts (RSA) · 2-0 · Elke Schall-Wosik (GER) · 2-1 · Alessia Arisi (ITA) · 2-0                                                                                        | 1.         | Hong Szunhva (Hong Sun-Hwa) (KOR) · 3-0 | Hai Po Wa (HKG) · 3-0                                                    | Ri Bunhi (Ri Bun-hui) (PRK) · 3-1                                                    | Teng Ja-ping (Deng Yaping) (CHN) · 1-3                                 |          |
| Csen Ce-ho (Chen Zihe) Kao Csün (Gao Jun)         | Páros       | A csoport · Peru (PER) · Eliana González · Magaly Montes · 2-0 · Románia (ROU) · Emilia Elena Ciosu · Adriana Năstase · 2-0 · Németország (GER) · Nicole Struse · Elke Schall-Wosik · 2-0 | 1.         |                                         | Hongkong (HKG) · Chan Tán-löü (Chan Tan Lui) · Hai Po Wa · 3-1           | Észak-Korea (PRK) · Ri Bunhi (Ri Bun-hui) · Ju Szunbok (Yu Sun-Bok) · 3-1            | Kína (CHN) · Teng Ja-ping (Deng Yaping) · Csiao Hung (Qiao Hong) · 1-3 |          |
| Teng Ja-ping (Deng Yaping) Csiao Hung (Qiao Hong) | Páros       | B csoport · Ghána (GHA) · Helen Amankwah · Patience Opokua · 2-0 · Románia (ROU) · Otilia Bădescu · Maria Bogoslov · 2-1 · Japán (JPN) · Macumoto Jukino · Szató Rika · 2-0               | 1.         |                                         | Hollandia (NED) · Mirjam Hooman-Kloppenburg · Hubertina Vriesekoop · 3-1 | Dél-Korea (KOR) · Hong Cshaok (Hong Cha-Ok) · Hjon Dzsonghva (Hyeon Jeong-Hwa) · 3-1 | Kína (CHN) · Csen Ce-ho (Chen Zihe) · Kao Csün (Gao Jun) · 3-1         |          |

## Atlétika
Férfi
| Versenyző                   | Versenyszám     | Előfutam | Előfutam | Előfutam | Negyeddöntő | Negyeddöntő | Negyeddöntő | Elődöntő | Elődöntő | Elődöntő | Döntő            | Döntő            |
| Versenyző                   | Versenyszám     | Idő      | Hely.    | Össz.    | Idő         | Hely.       | Össz.       | Idő      | Hely.    | Össz.    | Idő              | Helyezés         |
| --------------------------- | --------------- | -------- | -------- | -------- | ----------- | ----------- | ----------- | -------- | -------- | -------- | ---------------- | ---------------- |
| Li Tung (Li Tong)           | 110 m gát       | 13,69    | 3.       | 15.      | 13,74       | 4.          | 12.         | 13,62    | 5.       | 9.       | kiesett          | kiesett          |
| Csen Sao-kuo (Chen Shaoguo) | 20 km gyaloglás |          |          |          |             |             |             |          |          |          | 1:24:06          | 5.               |
| Li Ming-caj (Li Mingcai)    | 20 km gyaloglás |          |          |          |             |             |             |          |          |          | nem ért célba    | nem ért célba    |
| Li Ming-caj (Li Mingcai)    | 50 km gyaloglás |          |          |          |             |             |             |          |          |          | nem állt rajthoz | nem állt rajthoz |

| Versenyző                        | Versenyszám   | Selejtező | Selejtező | Döntő    | Döntő    |
| Versenyző                        | Versenyszám   | Eredmény  | Helyezés  | Eredmény | Helyezés |
| -------------------------------- | ------------- | --------- | --------- | -------- | -------- |
| Hszü Jang (Xu Yang)              | Magasugrás    | 220 cm    | 26.       | kiesett  | kiesett  |
| Csen Cun-zsung (Chen Zunrong)    | Távolugrás    | 793 cm    | 11.       | 775 cm   | 10.      |
| Huang Keng (Huang Geng)          | Távolugrás    | 822 cm    | 2.        | 787 cm   | 8.       |
| Csen Jen-ping (Chen Yanping)     | Hármasugrás   | 15,66 m   | 36.       | kiesett  | kiesett  |
| Cou Sze-hszin (Zou Sixin)        | Hármasugrás   | 17,07 m   | 7.        | 17,00 m  | 8.       |
| Jü Ven-ko (Yu Wenge)             | Diszkoszvetés | 59,42 m   | 17.       | kiesett  | kiesett  |
| Pi Csung (Bi Zhong)              | Kalapácsvetés | 74,30 m   | 12.       | kiesett  | kiesett  |
| Csang Lien-piao (Zhang Lianbiao) | Gerelyhajítás | 73,86 m   | 25.       | kiesett  | kiesett  |

Női
| Versenyző                                                                                             | Versenyszám     | Előfutam | Előfutam | Előfutam | Negyeddöntő | Negyeddöntő | Negyeddöntő | Elődöntő | Elődöntő | Elődöntő | Döntő    | Döntő    |
| Versenyző                                                                                             | Versenyszám     | Idő      | Hely.    | Össz.    | Idő         | Hely.       | Össz.       | Idő      | Hely.    | Össz.    | Idő      | Helyezés |
| --- | --------------- | -------- | -------- | -------- | ----------- | ----------- | ----------- | -------- | -------- | -------- | -------- | -------- |
| Kao Han (Gao Han)                                                                                     | 100 m           | 11,68    | 4.       | 26.*     | 11,76       | 7.          | 28.         | kiesett  | kiesett  | kiesett  | kiesett  | kiesett  |
| Tien Jü-mej (Tian Yumei)                                                                              | 100 m           | 11,68    | 5.       | 26.*     | 11,78       | 8.          | 31.         | kiesett  | kiesett  | kiesett  | kiesett  | kiesett  |
| Hsziao Je-hua (Xiao Yehua)                                                                            | 100 m           | 11,69    | 3.       | 28.*     | 11,73       | 7.          | 27.         | kiesett  | kiesett  | kiesett  | kiesett  | kiesett  |
| Csen Csao-csing (Chen Zhaojing)                                                                       | 200 m           | kizárták | kizárták | kizárták | kiesett     | kiesett     | kiesett     | kiesett  | kiesett  | kiesett  | kiesett  | kiesett  |
| Liu Li                                                                                                | 1500 m          | 4:10,08  | 6.       | 20.      |             |             |             | 4:04,35  | 4.       | 10.      | 4:00,20  | 5.       |
| Csü Jün-hszia (Qu Yunxia)                                                                             | 1500 m          | 4:07,40  | 1.       | 1.       |             |             |             | 4:03,86  | 3.       | 5.       | 3:57,08  |          |
| Csung Huan-ti (Zhong Huandi)                                                                          | 10 000 m        | 32:04,46 | 2.       | 3.       |             |             |             |          |          |          | 31:21,08 | 4.       |
| Vang Hsziu-ting (Wang Xiuting)                                                                        | 10 000 m        | 32:31,91 | 5.       | 15.      |             |             |             |          |          |          | 31:28,06 | 6.       |
| Csang Jü (Zhang Yu)                                                                                   | 100 m gát       | 13,26    | 4.       | 19.      | 13,28       | 6.          | 16.*        | 13,39    | 7.       | 15.      | kiesett  | kiesett  |
| Csu Jü-csing (Zhu Yuqing)                                                                             | 100 m gát       | 13,22    | 5.       | 16.      | 13,31       | 6.          | 19.*        | kiesett  | kiesett  | kiesett  | kiesett  | kiesett  |
| Csen Jüe-ling (Chen Yueling)                                                                          | 10 km gyaloglás |          |          |          |             |             |             |          |          |          | 44:32    |          |
| Cuj Jing-ce (Cui Yingzi)                                                                              | 10 km gyaloglás |          |          |          |             |             |             |          |          |          | 45:15    | 5.       |
| Li Csun-hsziu (Li Chunxiu)                                                                            | 10 km gyaloglás |          |          |          |             |             |             |          |          |          | 44:41    |          |
| Kao Han (Gao Han) Tien Jü-mej (Tian Yumei) Csen Csao-csing (Chen Zhaojing) Hsziao Je-hua (Xiao Yehua) | 4 × 100 m váltó | 43,70    | 5.       | 10.      |             |             |             |          |          |          | kiesett  | kiesett  |

| Versenyző                      | Versenyszám   | Selejtező | Selejtező | Döntő    | Döntő    |
| Versenyző                      | Versenyszám   | Eredmény  | Helyezés  | Eredmény | Helyezés |
| ------------------------------ | ------------- | --------- | --------- | -------- | -------- |
| Liu Su-csen (Liu Shuzhen)      | Távolugrás    | 644 cm    | 16.       | kiesett  | kiesett  |
| Jang Csüan (Yang Juan)         | Távolugrás    | 649 cm    | 14.       | kiesett  | kiesett  |
| Huang Cse-hung (Huang Zhihong) | Súlylökés     | 18,93 m   | 5.        | 20,47 m  |          |
| Csen Ven-hua (Zhen Wenhua)     | Súlylökés     | 18,17 m   | 10.       | 17,81 m  | 12.      |
| Csou Tien-hua (Zhou Tianhua)   | Súlylökés     | 18,63 m   | 7.        | 19,26 m  | 5.       |
| Min Csun-feng (Min Chunfeng)   | Diszkoszvetés | 62,48 m   | 10.       | 60,82 m  | 11.      |
| Csiu Csiao-ping (Qiu Qiaoping) | Diszkoszvetés | 59,32 m   | 17.       | kiesett  | kiesett  |
| Ha Hsziao-jen (Ha Xiaoyan)     | Gerelyhajítás | 59,70 m   | 15.       | kiesett  | kiesett  |
| Hszü Tö-mej (Xu Demei)         | Gerelyhajítás | 59,98 m   | 14.       | kiesett  | kiesett  |

| Versenyző                 | Versenyszám | 100 m gát | 100 m gát | Magasugrás | Magasugrás | Súlylökés | Súlylökés | 200 m | 200 m | Távolugrás | Távolugrás | Gerelyhajítás | Gerelyhajítás | 800 m   | 800 m | Végeredmény | Végeredmény |
| Versenyző                 | Versenyszám | Idő       | Pont      | Eredmény   | Pont       | Eredmény  | Pont      | Idő   | Pont  | Eredmény   | Pont       | Eredmény      | Pont          | Idő     | Pont  | Pont        | Helyezés    |
| ------------------------- | ----------- | --------- | --------- | ---------- | ---------- | --------- | --------- | ----- | ----- | ---------- | ---------- | ------------- | ------------- | ------- | ----- | ----------- | ----------- |
| Csu Jü-csing (Zhu Yuqing) | Hétpróba    | 13,64     | 1030      | 182 cm     | 1003       | 14,26 m   | 811       | 23,83 | 997   | 599 cm     | 846        | 45,12 m       | 766           | 2:31,84 | 670   | 6123        | 16.         |

* - egy másik versenyzővel azonos időt ért el

## Birkózás
Kötöttfogású
| Versenyző                   | Versenyszám | Csoportkör | Csoportkör | Helyosztók        | Helyosztók        | Helyosztók                  | Bronz- mérkőzés                   | Döntő             | Helyezés    |
| Versenyző                   | Versenyszám | Csoportkör | Csoportkör | 9. helyért        | 7. helyért        | 5. helyért                  | Bronz- mérkőzés                   | Döntő             | Helyezés    |
| Versenyző                   | Versenyszám | Ellenfél Eredmény | Hely.      | Ellenfél Eredmény | Ellenfél Eredmény | Ellenfél Eredmény           | Ellenfél Eredmény                 | Ellenfél Eredmény | Helyezés    |
| --------------------------- | ----------- | --- | ---------- | ----------------- | ----------------- | --------------------------- | --------------------------------- | ----------------- | ----------- |
| Csiang Vej (Jiang Wei)      | 48 kg       | B csoport · Vincenzo Maenza (ITA) · 1-11 · Mynor Ramírez (GUA) · 16-0 · Fuat Yildiz (GER) · 0-3                                              | 6.         | kiesett           | kiesett           | kiesett                     | kiesett                           | kiesett           | helyezetlen |
| Seng Cö-tien (Sheng Zetian) | 57 kg       | B csoport · Miguel Ángel Sierra (ESP) · 2-0 · Keijo Pehkonen (FIN) · 5-4 · An Hanbong (An Han-Bong) (KOR) · 0-8 · Marian Sandu (ROU) · 7-5   | 2.         |                   |                   |                             | Alekszandr Ignatyenko (EUN) · 5-4 |                   |             |
| Hu Kuo-hung (Hu Guohong)    | 62 kg       | A csoport · Mario Büttner (GER) · 7-8 · Włodzimierz Zawadzki (POL) · 0-4                                                                     | 8.         | kiesett           | kiesett           | kiesett                     | kiesett                           | kiesett           | helyezetlen |
| Vej Csing-kun (Wei Qingkun) | 74 kg       | B csoport · Yvon Riemer (FRA) · 0-8 (kétvállas) · Paulo Martins (POR) · 16-0 · Dobri Ivanov (BUL) · 0-9                                      | 6.         | kiesett           | kiesett           | kiesett                     | kiesett                           | kiesett           | 10.         |
| Tien Lej (Tian Lei)         | 130 kg      | B csoport · Szuzuki Kenicsi (JPN) · 4-0 (kétvállas) · Jerzy Choromański (POL) · 6-2 · Klauz László (HUN) · 1-2 · Tomas Johansson (SWE) · 0-6 | 3.         |                   |                   | Andrew Borodow (CAN) · 0-12 |                                   |                   | 6.          |

Szabadfogású
| Versenyző                          | Versenyszám | Csoportkör | Csoportkör | Helyosztók        | Helyosztók                              | Helyosztók        | Bronz- mérkőzés   | Döntő             | Helyezés    |
| Versenyző                          | Versenyszám | Csoportkör | Csoportkör | 9. helyért        | 7. helyért                              | 5. helyért        | Bronz- mérkőzés   | Döntő             | Helyezés    |
| Versenyző                          | Versenyszám | Ellenfél Eredmény | Hely.      | Ellenfél Eredmény | Ellenfél Eredmény                       | Ellenfél Eredmény | Ellenfél Eredmény | Ellenfél Eredmény | Helyezés    |
| ---------------------------------- | ----------- | --- | ---------- | ----------------- | --------------------------------------- | ----------------- | ----------------- | ----------------- | ----------- |
| Csen Cseng-pin (Chen Zhengbin)     | 48 kg       | A csoport · Nader Rahmati (IRI) · 6-3 · Timothy Vanni (USA) · 2-3 · Kim Dzsongsin (Kim Jong-Sin) (KOR) · 0-1                           | 7.         | kiesett           | kiesett                                 | kiesett           | kiesett           | kiesett           | helyezetlen |
| Hao Hua-sze-ha-la-tu (Ho Bisgaltu) | 74 kg       | B csoport · Lodoin Enkhbayar (MGL) · 2-4 · Kenny Monday (USA) · 0-4 ·                                                                  | 8.         | kiesett           | kiesett                                 | kiesett           | kiesett           | kiesett           | helyezetlen |
| Vang Csun-kuang (Wang Chunguang)   | 130 kg      | B csoport · Juraj Štěch (TCH) · 9-1 (kétvállas) · Andreas Schröder (GER) · 0-0 (kétvállas) · Bruce Baumgartner (USA) · 0-5 (kétvállas) | 4.         |                   | Pak Szongha (Park Seong-Ha) (KOR) · 9-0 |                   |                   |                   | 7.          |

## Cselgáncs
Férfi
| Versenyző                      | Versenyszám | Selejtező                               | 32-es főtábla                             | Nyolcaddöntő                      | Negyeddöntő       | Elődöntő          | Vigaszág első kör | Vigaszág nyolcaddöntő               | Vigaszág negyeddöntő            | Vigaszág elődöntő | Bronz- mérkőzés   | Döntő             | Helyezés |
| Versenyző                      | Versenyszám | Ellenfél Eredmény                       | Ellenfél Eredmény                         | Ellenfél Eredmény                 | Ellenfél Eredmény | Ellenfél Eredmény | Ellenfél Eredmény | Ellenfél Eredmény                   | Ellenfél Eredmény               | Ellenfél Eredmény | Ellenfél Eredmény | Ellenfél Eredmény | Helyezés |
| ------------------------------ | ----------- | --------------------------------------- | ----------------------------------------- | --------------------------------- | ----------------- | ----------------- | ----------------- | ----------------------------------- | ------------------------------- | ----------------- | ----------------- | ----------------- | -------- |
| Csen Caj-liang (Chen Cailiang) | Légsúly     | erőnyerő                                | Ahmed El-Sayed (EGY) · 0001-0000          | Kosino Tadanori (JPN) · 0000-1000 |                   |                   |                   | Wágner József (HUN) · 0000-1000     | kiesett                         | kiesett           | kiesett           |                   | 13.      |
| Kao Er-vej (Gao Erwei)         | Harmatsúly  | Szaíd Maszúd el-Agimi (LBA) · 1000-0000 | Huszajn Mohammed Haszan (KUW) · 1000-0000 | Udo Quellmalz (GER) · 0000-0010   |                   |                   |                   | Francisco Lorenzo (ESP) · 0000-0010 | kiesett                         | kiesett           | kiesett           |                   | 13.      |
| Si Cseng-seng (Shi Chengsheng) | Könnyűsúly  | Luc Rasoanaivo-Razafy (MAD) · 1000-0000 | Rui Domingues (POR) · 0100-0000           | Koga Tosihiko (JPN) · 0000-0100   |                   |                   |                   | Juan Vargas (ESA) · 1000-0000       | Wiesław Błach (POL) · 0000-0010 | kiesett           | kiesett           |                   | 9.       |
| Vang Nan (Wang Nan) (Wang Nan) | Középsúly   | erőnyerő                                | Jambalyn Ganbold (MGL) · 0010-0000        | Nicolas Gill (CAN) · 0000-0100    |                   |                   |                   | Ben Spijkers (NED) · 0000-0010      | kiesett                         | kiesett           | kiesett           |                   | 13.      |

Női
| Versenyző                          | Versenyszám | Selejtező                             | Nyolcaddöntő                                 | Negyeddöntő                        | Elődöntő                         | Vigaszág nyolcaddöntő           | Vigaszág negyeddöntő             | Vigaszág elődöntő                  | Bronz- mérkőzés                     | Döntő                              | Helyezés |
| Versenyző                          | Versenyszám | Ellenfél Eredmény                     | Ellenfél Eredmény                            | Ellenfél Eredmény                  | Ellenfél Eredmény                | Ellenfél Eredmény               | Ellenfél Eredmény                | Ellenfél Eredmény                  | Ellenfél Eredmény                   | Ellenfél Eredmény                  | Helyezés |
| ---------------------------------- | ----------- | ------------------------------------- | -------------------------------------------- | ---------------------------------- | -------------------------------- | ------------------------------- | -------------------------------- | ---------------------------------- | ----------------------------------- | ---------------------------------- | -------- |
| Li Aj-jüe (Li Aiyue)               | Légsúly     | Leposava Marković (IOP) · 0010-0000   | Kang Jongok (Kang Yong-Ok) (PRK) · 0100-0000 | Tamura Rjóko (JPN) · 0000-1000     |                                  |                                 | Amarilis Savón (CUB) · 0000-1000 | kiesett                            | kiesett                             |                                    | 9.       |
| Li Csung-jün (Li Zhongyun)         | Harmatsúly  | Patricia Bevilacqua (BRA) · 0010-0000 | Catherine Grainger-Brain (AUS) · 0010-0000   | Carolina Mariani (ARG) · 0010-0000 | Almudena Muñoz (ESP) · 0000-0010 |                                 |                                  |                                    | Alessandra Giungi (ITA) · 0010-0000 |                                    |          |
| Csin Hsziang-lan (Jin Xianglan)    | Könnyűsúly  | Pekli Mária (HUN) · 0100-0000         | Ursula Myrén (SWE) · 0000-0010               | kiesett                            | kiesett                          |                                 |                                  |                                    |                                     |                                    | 14.      |
| Csang Ti (Zhang Di)                | Váltósúly   | Tânia Ishii (BRA) · 1000-0000         | Gu Hyeon-Suk (KOR) · 0000-0010               |                                    |                                  | Nicola Morris (NZL) · 1100-0000 | Diane Bell (GBR) · 0010-0000     | Xiomara Griffith (VEN) · 0010-0000 | Frauke Eickhoff (GER) · 0010-0000   |                                    |          |
| Leng Csun-huj (Leng Chunhui)       | Középsúly   | Park Ji-Yeong (KOR) · 1100-0000       | Kate Howey (GBR) · 0000-0100                 |                                    |                                  |                                 | Heidi Rakels (BEL) · 0000-0010   | kiesett                            | kiesett                             |                                    | 9.       |
| Csuang Hsziao-jen (Zhuang Xiaoyan) | Nehézsúly   | Sharon Lee (GBR) · 0001-0000          | Inmaculada Vicent (ESP) · 1100-0000          | Gránitz Éva (HUN) · 1100-0000      | Szakaue Jóko (JPN) · 1000-0000   |                                 |                                  |                                    |                                     | Estela Rodríguez (CUB) · 1000-0000 |          |

## Evezés
Férfi
| Versenyző | Versenyszám      | Előfutam | Előfutam | Vigaszág | Vigaszág | Elődöntő | Elődöntő | Elődöntő | Döntő | Döntő   | Döntő | Helyezés |
| Versenyző | Versenyszám      | Idő      | Hely.    | Idő      | Hely.    | Típus    | Idő      | Hely.    | Típus | Idő     | Hely. | Helyezés |
| --- | ---------------- | -------- | -------- | -------- | -------- | -------- | -------- | -------- | ----- | ------- | ----- | -------- |
| Feng Feng Szun Szen-lin (Sun Senlin) Huang Hsziao-ping (Huang Xiaoping) Hszü Vu-ling (Xu Wuling) Li Csien-hszin (Li Jianxin) (kormányos) | Kormányos négyes | 6:25,03  | 3.       | 6:26,70  | 4.       |          |          |          | B     | 6:11,52 | 2.    | 8.       |
| Jao Csien-csung (Yao Jianzhong) Li Csung-ping (Li Zhongping) Feng Feng Szun Szen-lin (Sun Senlin) Huang Hsziao-ping (Huang Xiaoping) Hszü Vu-ling (Xu Wuling) Cseng Hszien-vej (Zheng Xianwei) Csiang Haj-jang (Jiang Haiyang) Li Csien-hszin (Li Jianxin) (kormányos) | Nyolcas          | 5:38,98  | 4.       | 5:43,55  | 2.       | A/B      | 5:44,82  | 5.       | B     | 5:44,01 | 5.    | 11.      |

Női
| Versenyző | Versenyszám              | Előfutam | Előfutam | Vigaszág | Vigaszág | Elődöntő | Elődöntő | Elődöntő | Döntő | Döntő   | Döntő | Helyezés |
| Versenyző | Versenyszám              | Idő      | Hely.    | Idő      | Hely.    | Típus    | Idő      | Hely.    | Típus | Idő     | Hely. | Helyezés |
| --- | ------------------------ | -------- | -------- | -------- | -------- | -------- | -------- | -------- | ----- | ------- | ----- | -------- |
| Ku Hsziao-li (Gu Xiaoli) Lu Hua-li (Lu Huali) | Kétpárevezős             | 7:27,62  | 1.       |          |          | A/B      | 6:58,09  | 1.       | A     | 6:55,16 | 3.    |          |
| Feng Li-li (Feng Lili) Jang Hung (Yang Hong) Lu Hua-li (Lu Huali) Ku Hsziao-li (Gu Xiaoli) | Négypárevezős            | 6:40,38  | 4.       | 6:38,70  | 3.       |          |          |          | B     | 6:48,90 | 1.    | 7.       |
| Liu Hszi-zsung (Liu Xirong) Ho Jen-ven (He Yanwen) Cao Mien-jing (Cao Mianying) Csou Sou-jing (Zhou Shouying) | Kormányos nélküli négyes | 6:51,87  | 4.       | 6:45,16  | 1.       |          |          |          | A     | 6:32,50 | 4.    | 4.       |
| Lin Cse-aj (Lin Zhiai) Ma Lin-csin (Ma Linqin) Pej Csia-jün (Pei Jiayun) Ho Jen-ven (He Yanwen) Liu Hszi-zsung (Liu Xirong) Liang Hszi-ling (Liang Xiling) Cao Mien-jing (Cao Mianying) Csou Sou-jing (Zhou Shouying) Li Zsung-hua (Li Ronghua) (kormányos) | Nyolcas                  | 6:14,99  | 2.       | 6:13,80  | 2.       |          |          |          | A     | 6:12,08 | 5.    | 5.       |

## Íjászat
Férfi
| Versenyző                                                               | Versenyszám | Selejtező | Selejtező | Selejtező | Selejtező | Selejtező | Selejtező | Selejtező | Selejtező | Selejtező | Selejtező | Kieséses szakasz                     | Kieséses szakasz                                                                            | Kieséses szakasz  | Kieséses szakasz  | Kieséses szakasz  | Helyezés |
| Versenyző                                                               | Versenyszám | 30 m      | 30 m      | 50 m      | 50 m      | 70 m      | 70 m      | 90 m      | 90 m      | Pont      | Hely.     | 32-es főtábla                        | Nyolcaddöntő                                                                                | Negyeddöntő       | Elődöntő          | Döntő             | Helyezés |
| Versenyző                                                               | Versenyszám | Pont      | Hely.     | Pont      | Hely.     | Pont      | Hely.     | Pont      | Hely.     | Pont      | Hely.     | Ellenfél Eredmény                    | Ellenfél Eredmény                                                                           | Ellenfél Eredmény | Ellenfél Eredmény | Ellenfél Eredmény | Helyezés |
| ----------------------------------------------------------------------- | ----------- | --------- | --------- | --------- | --------- | --------- | --------- | --------- | --------- | --------- | --------- | ------------------------------------ | ------------------------------------------------------------------------------------------- | ----------------- | ----------------- | ----------------- | -------- |
| Fu Seng-csün (Fu Shengjun)                                              | Egyéni      | 342       | 42.       | 326       | 9.        | 332       | 8.        | 284       | 42.       | 1284      | 25.       | Hendra Setijawan (INA) (8.) · 96-106 | kiesett                                                                                     | kiesett           | kiesett           | kiesett           | 29.      |
| Hao Vej (Hao Wei)                                                       | Egyéni      | 339       | 56.       | 307       | 56.       | 318       | 38.       | 285       | 36.       | 1249      | 51.       | kiesett                              | kiesett                                                                                     | kiesett           | kiesett           | kiesett           | 51.      |
| Liang Csiang (Liang Qiang)                                              | Egyéni      | 335       | 62.       | 311       | 49.       | 305       | 66.       | 280       | 47.       | 1231      | 58.       | kiesett                              | kiesett                                                                                     | kiesett           | kiesett           | kiesett           | 58.      |
| Fu Seng-csün (Fu Shengjun) Hao Vej (Hao Wei) Liang Csiang (Liang Qiang) | Csapat      | 1016      | 18.       | 944       | 11.       | 955       | 11.       | 849       | 14.       | 3764      | 14.       |                                      | Ausztrália (AUS) · Simon Fairweather · Grant Greenham · Scott Hunter-Russell (3.) · 230-238 | kiesett           | kiesett           | kiesett           | 13.      |

Női
| Versenyző                                                                          | Versenyszám | Selejtező | Selejtező | Selejtező | Selejtező | Selejtező | Selejtező | Selejtező | Selejtező | Selejtező | Selejtező | Kieséses szakasz                                   | Kieséses szakasz                                                                                           | Kieséses szakasz | Kieséses szakasz                                                                                      | Kieséses szakasz | Helyezés |
| Versenyző                                                                          | Versenyszám | 30 m      | 30 m      | 50 m      | 50 m      | 60 m      | 60 m      | 70 m      | 70 m      | Pont      | Hely.     | 32-es főtábla                                      | Nyolcaddöntő                                                                                               | Negyeddöntő | Elődöntő                                                                                              | Döntő | Helyezés |
| Versenyző                                                                          | Versenyszám | Pont      | Hely.     | Pont      | Hely.     | Pont      | Hely.     | Pont      | Hely.     | Pont      | Hely.     | Ellenfél Eredmény                                  | Ellenfél Eredmény                                                                                          | Ellenfél Eredmény | Ellenfél Eredmény                                                                                     | Ellenfél Eredmény | Helyezés |
| ---------------------------------------------------------------------------------- | ----------- | --------- | --------- | --------- | --------- | --------- | --------- | --------- | --------- | --------- | --------- | -------------------------------------------------- | --- | --- | --- | --- | -------- |
| Ma Hsziang-csün (Ma Xiangjun)                                                      | Egyéni      | 350       | 5.        | 319       | 17.       | 328       | 18.       | 316       | 11.       | 1313      | 11.       | Ana de Sousa (POR) (22.) · 101-98                  | Hatuna Kvrivisvili (EUN) (6.) · 104-111                                                                    | kiesett | kiesett                                                                                               | kiesett | 13.      |
| Vang Hung (Wang Hong)                                                              | Egyéni      | 347       | 11.       | 304       | 37.       | 337       | 5.        | 314       | 12.       | 1302      | 17.       | Kovács Judit (HUN) (16.) · 93-103                  | kiesett | kiesett | kiesett                                                                                               | kiesett | 31.      |
| Vang Hsziao-csu (Wang Xiaozhu)                                                     | Egyéni      | 342       | 24.       | 328       | 7.        | 331       | 10.       | 294       | 39.       | 1295      | 19.       | Kim Dzsonghva (Kim Jong-Hwa) (PRK) (14.) · 103-102 | I Ungjong (Lee Eun-Gyeong) (KOR) (3.) · 107-103                                                            | Hatuna Kvrivisvili (EUN) (6.) · 108-101                                                                                    | Kim Szunjong (Kim Su-nyeong) (KOR) (2.) · 105-106                                                     | Bronzmérkőzés · Natalia Valeeva (EUN) (4.) · 102-104                                                                       | 4.       |
| Ma Hsziang-csün (Ma Xiangjun) Vang Hung (Wang Hong) Vang Hsziao-csu (Wang Xiaozhu) | Csapat      | 1039      | 3.        | 951       | 5.        | 996       | 3.        | 924       | 4.        | 3910      | 3.        |                                                    | Hollandia (NED) · Sjan van Dijk · Jacqueline van Rozendaal-van Gerven · Christel Verstegen (14.) · 230-230 | Észak-Korea (PRK) · Kim Dzsonghva (Kim Jong-Hwa) · Ri Mjonggum (Li Myong-Gum) · Sin Szonghi (Sin Song-Hui) (11.) · 235-227 | Egyesített Csapat (EUN) · Ljudmila Arzsannikova · Hatuna Kvrivisvili · Natalia Valeeva (2.) · 224-224 | Dél-Korea (KOR) · I Ungjong (Lee Eun-Gyeong) · Cso Jundzsong (Cho Yun-Jeong) · Kim Szunjong (Kim Su-nyeong) (1.) · 228-236 |          |

## Kajak-kenu

### Síkvízi
Női
| Versenyző                                                                                                   | Versenyszám        | Előfutam | Előfutam | Előfutam | Elődöntő | Elődöntő | Elődöntő | Döntő   | Döntő    |
| Versenyző                                                                                                   | Versenyszám        | Idő      | Hely.    | Össz.    | Idő      | Hely.    | Össz.    | Idő     | Helyezés |
| --- | ------------------ | -------- | -------- | -------- | -------- | -------- | -------- | ------- | -------- |
| Csao Hsziao-li (Zhao Xiaoli) Ning Meng-hua (Ning Menghua)                                                   | Kajak kettes 500 m | 1:43,07  | 2.       | 4.       | 1:42,86  | 4.       | 6.       | 1:42,46 | 7.       |
| Ven Jen-fang (Wen Yanfang) Csao Hsziao-li (Zhao Xiaoli) Ning Meng-hua (Ning Menghua) Vang Csing (Wang Jing) | Kajak négyes 500 m | 1:36,15  | 1.D      | 4.       |          |          |          | 1:41,12 | 5.       |

## Kerékpározás

### Országúti kerékpározás
Férfi
| Versenyző | Versenyszám     | Idő             | Helyezés |
| --- | --------------- | --------------- | -------- |
| Tang Hszüe-csung (Tang Xuezhong)                                                                                 | Mezőnyverseny   | 4:35:56(+0:35)  | 39.      |
| Csu Cseng-csün (Zhu Zhengjun)                                                                                    | Mezőnyverseny   | 4:35:56(+0:35)  | 44.      |
| Vang Su-szen (Wang Shusen)                                                                                       | Mezőnyverseny   | 4:35:56(+0:35)  | 64.      |
| Li Ven-kaj (Li Wenkai) Tang Hszüe-csung (Tang Xuezhong) Csu Cseng-csün (Zhu Zhengjun) Vang Su-szen (Wang Shusen) | Csapat időfutam | 2:12:38(+10:59) | 15.      |

### Pálya-kerékpározás
Sprintversenyek
| Versenyző           | Versenyszám | Selejtező | Selejtező | 1. forduló                                          | 1. forduló | Vigaszág             | Vigaszág | Negyeddöntő                              | 5–8. helyért                                                                 | 5–8. helyért | Elődöntő             | Döntő                | Helyezés    |
| Versenyző           | Versenyszám | Idő       | Hely.     | Ellenfelek Győztes idő                              | Hely.      | Ellenfél Győztes idő | Hely.    | Ellenfél Győztes idő                     | Ellenfelek Győztes idő                                                       | Hely.        | Ellenfél Győztes idő | Ellenfél Győztes idő | Helyezés    |
| ------------------- | ----------- | --------- | --------- | --------------------------------------------------- | ---------- | -------------------- | -------- | ---------------------------------------- | ---------------------------------------------------------------------------- | ------------ | -------------------- | -------------------- | ----------- |
| Vang Jen (Wang Yan) | Női egyéni  | 12,154    | 9.        | Ingrid Haringa (NED) · Rita Razmaitė (LTU) · 12,179 | 2.         | erőnyerő             | erőnyerő | Félicia Ballanger (FRA) · 12,536, 14,786 | Galina Yenyukhina (EUN) · Tanya Dubnicoff (CAN) · Kuroki Mika (JPN) · 12,575 | visszalépett |                      |                      | helyezetlen |

Üldözőversenyek
| Versenyző                    | Versenyszám              | Selejtező | Selejtező | Negyeddöntő  | Negyeddöntő | Negyeddöntő | Elődöntő     | Elődöntő  | Elődöntő | Döntő        | Döntő     | Helyezés |
| Versenyző                    | Versenyszám              | Idő       | Hely.     | Ellenfél Idő | Saját idő   | Hely.       | Ellenfél Idő | Saját idő | Hely.    | Ellenfél Idő | Saját idő | Helyezés |
| ---------------------------- | ------------------------ | --------- | --------- | ------------ | ----------- | ----------- | ------------ | --------- | -------- | ------------ | --------- | -------- |
| Csou Ling-mej (Zhou Lingmei) | Női egyéni üldözőverseny | 4:04,085  | 15.       | kiesett      | kiesett     | kiesett     | kiesett      | kiesett   | kiesett  | kiesett      | kiesett   | 15.      |

Pontversenyek
| Versenyző              | Versenyszám       | Selejtező | Selejtező | Selejtező | Selejtező | Döntő     | Döntő | Helyezés |
| Versenyző              | Versenyszám       | Csoport   | lekörözés | Pont      | Hely.     | lekörözés | Pont  | Helyezés |
| ---------------------- | ----------------- | --------- | --------- | --------- | --------- | --------- | ----- | -------- |
| Li Ven-kaj (Li Wenkai) | Férfi pontverseny | A         | 1         | 8         | 11.       | -         | 1     | 20.      |

## Kosárlabda

### Férfi
| Kínai férfi kosárlabdacsapat-játékoskeret | Kínai férfi kosárlabdacsapat-játékoskeret |
| --- | --- |
| - A Ti-csiang (A Dijiang) - Kung Hsziao-pin (Gong Xiaobin) - Hu Vej-tung (Hu Weidong) - Li Csun-csiang (Li Chunjiang) - Ma Csien (Ma Jian) - San Tao (Shan Tao) | - Szung Li-kang (Song Ligang) - Szun Feng-vu (Sun Fengwu) - Sun Csün (Sun Jun) - Vang Cse-tan (Wang Zhidan) - Vu Csing-lung (Wu Qinglong) - Csang Jung-csün (Zhang Yongjun) |

#### Eredmények
Csoportkör
B csoport
| Csapat                  | M | Gy | V | P+  | P–  | Pk   | P |
| ----------------------- | - | -- | - | --- | --- | ---- | - |
| Egyesített Csapat (EUN) | 5 | 4  | 1 | 425 | 373 | +52  | 9 |
| Litvánia (LTU)          | 5 | 4  | 1 | 478 | 424 | +54  | 9 |
| Ausztrália (AUS)        | 5 | 3  | 2 | 432 | 396 | +36  | 8 |
| Puerto Rico (PUR)       | 5 | 3  | 2 | 445 | 437 | +8   | 8 |
| Venezuela (VEN)         | 5 | 1  | 4 | 392 | 427 | –35  | 6 |
| Kína (CHN)              | 5 | 0  | 5 | 381 | 496 | –115 | 5 |

| 1992. július 26. 11:30 | Kína (CHN)                                           | 75–112    | Litvánia (LTU)  | Pabellón Olímpico de Badalona, Badalona |
| 1992. július 26. 11:30 | (26–55)                                              |           |                 | Pabellón Olímpico de Badalona, Badalona |
| 1992. július 26. 11:30 | Sun Csün (Sun Jun) 22                                | Pont      | Kurtinaitis 31  | Pabellón Olímpico de Badalona, Badalona |
| 1992. július 26. 11:30 | Vang Cse-tan (Wang Zhidan), Sun Csün (Sun Jun) 4     | Lepattanó | Sabonis 14      | Pabellón Olímpico de Badalona, Badalona |
| 1992. július 26. 11:30 | Sun Csün (Sun Jun), Kung Hsziao-pin (Gong Xiaobin) 3 | Gólpassz  | Marčiulionis 12 | Pabellón Olímpico de Badalona, Badalona |

| 1992. július 27. 9:30 | Kína (CHN)            | 68–100    | Puerto Rico (PUR) | Pabellón Olímpico de Badalona, Badalona |
| 1992. július 27. 9:30 | (35–51)               |           |                   | Pabellón Olímpico de Badalona, Badalona |
| 1992. július 27. 9:30 | San Tao (Shan Tao) 22 | Pont      | Moráles 15        | Pabellón Olímpico de Badalona, Badalona |
| 1992. július 27. 9:30 | San Tao (Shan Tao) 7  | Lepattanó | Rivas, León 4     | Pabellón Olímpico de Badalona, Badalona |
| 1992. július 27. 9:30 | három játékos 3       | Gólpassz  | Carter 12         | Pabellón Olímpico de Badalona, Badalona |

| 1992. július 29. 14:30 | Egyesített Csapat (EUN) | 100–84    | Kína (CHN)                   | Pabellón Olímpico de Badalona, Badalona |
| 1992. július 29. 14:30 | (55–39)                 |           |                              | Pabellón Olímpico de Badalona, Badalona |
| 1992. július 29. 14:30 | Bazarevics18            | Pont      | Sun Csün (Sun Jun) 22        | Pabellón Olímpico de Badalona, Badalona |
| 1992. július 29. 14:30 | Volkov 6                | Lepattanó | Vang Cse-tan (Wang Zhidan) 5 | Pabellón Olímpico de Badalona, Badalona |
| 1992. július 29. 14:30 | Bazarevics 6            | Gólpassz  | A Ti-csiang (A Dijiang) 4    | Pabellón Olímpico de Badalona, Badalona |

| 1992. július 31. 14:30 | Ausztrália (AUS) | 88–66     | Kína (CHN)                   | Pabellón Olímpico de Badalona, Badalona |
| 1992. július 31. 14:30 | (39–28)          |           |                              | Pabellón Olímpico de Badalona, Badalona |
| 1992. július 31. 14:30 | Gaze 30          | Pont      | Hu Vej-tung (Hu Weidong) 15  | Pabellón Olímpico de Badalona, Badalona |
| 1992. július 31. 14:30 | Bradtke 7        | Lepattanó | Vang Cse-tan (Wang Zhidan) 5 | Pabellón Olímpico de Badalona, Badalona |
| 1992. július 31. 14:30 | Gaze, Longley 4  | Gólpassz  | Szun Feng-vu (Sun Fengwu) 6  | Pabellón Olímpico de Badalona, Badalona |

| 1992. augusztus 2. 14:30 | Venezuela (VEN)    | 96 –88    | Kína (CHN)                               | Pabellón Olímpico de Badalona, Badalona |
| 1992. augusztus 2. 14:30 | (52–52)            |           |                                          | Pabellón Olímpico de Badalona, Badalona |
| 1992. augusztus 2. 14:30 | Herrera, Estaba 23 | Pont      | Kung Hsziao-pin (Gong Xiaobin) 18        | Pabellón Olímpico de Badalona, Badalona |
| 1992. augusztus 2. 14:30 | Herrera 10         | Lepattanó | három játékos 3                          | Pabellón Olímpico de Badalona, Badalona |
| 1992. augusztus 2. 14:30 | Walcott 5          | Gólpassz  | Sun Csün (Sun Jun), San Tao (Shan Tao) 5 | Pabellón Olímpico de Badalona, Badalona |

A 9–12. helyért
| 1992. augusztus 4. 9:00 | Angola (ANG) | 79–69     | Kína (CHN)                        | Pabellón Olímpico de Badalona, Badalona |
| 1992. augusztus 4. 9:00 | (40–35)      |           |                                   | Pabellón Olímpico de Badalona, Badalona |
| 1992. augusztus 4. 9:00 | Moreira 19   | Pont      | Kung Hsziao-pin (Gong Xiaobin) 16 | Pabellón Olímpico de Badalona, Badalona |
| 1992. augusztus 4. 9:00 | Moreira 5    | Lepattanó | Hu Vej-tung (Hu Weidong) 5        | Pabellón Olímpico de Badalona, Badalona |
| 1992. augusztus 4. 9:00 | Macedo 6     | Gólpassz  | Szun Feng-vu (Sun Fengwu) 5       | Pabellón Olímpico de Badalona, Badalona |

A 11. helyért
| 1992. augusztus 6. 9:00 | Kína (CHN)                     | 97–100    | Venezuela (VEN)           | Pabellón Olímpico de Badalona, Badalona |
| 1992. augusztus 6. 9:00 | (51–51)                        |           |                           | Pabellón Olímpico de Badalona, Badalona |
| 1992. augusztus 6. 9:00 | Vu Csing-lung (Wu Qinglong) 25 | Pont      | Olivares 32               | Pabellón Olímpico de Badalona, Badalona |
| 1992. augusztus 6. 9:00 | Vang Cse-tan (Wang Zhidan) 5   | Lepattanó | Herrera, Estaba, Nelcha 6 | Pabellón Olímpico de Badalona, Badalona |
| 1992. augusztus 6. 9:00 | Szun Feng-vu (Sun Fengwu) 6    | Gólpassz  | Herrera, Estaba 4         | Pabellón Olímpico de Badalona, Badalona |

| Csapat     | Helyezés |
| ---------- | -------- |
| Kína (CHN) | 12.      |

### Női
| Kínai női kosárlabdacsapat-játékoskeret | Kínai női kosárlabdacsapat-játékoskeret                                                                                        |
| --- | --- |
| - Cung Hszüe-ti (Cong Xuedi) - Csan Su-ping (Zhan Shuping) - Cseng Haj-hszia (Zheng Haixia) - Cseng Hsziu-lin (Zheng Xiulin) - Cseng Tung-mej (Zheng Dongmei) - Ho Csün (He Jun) | - Li Hszin (Li Xin) - Li Tung-mej (Li Dongmei) - Liu Csing (Liu Qing) - Liu Csün (Liu Jun) - Peng Ping - Vang Fang (Wang Fang) |

#### Eredmények
Csoportkör
B csoport
| Csapat                 | M | Gy | V | P+  | P–  | Pk   | P |
| ---------------------- | - | -- | - | --- | --- | ---- | - |
| Egyesült Államok (USA) | 3 | 3  | 0 | 318 | 181 | +137 | 6 |
| Kína (CHN)             | 3 | 2  | 1 | 205 | 226 | –21  | 5 |
| Spanyolország (ESP)    | 3 | 1  | 2 | 181 | 238 | –57  | 4 |
| Csehszlovákia (TCH)    | 3 | 0  | 3 | 183 | 242 | –59  | 3 |

| 1992. július 30. 20:00 | Kína (CHN)      | 66–63     | Spanyolország (ESP) | Pabellón Olímpico de Badalona, Badalona |
| 1992. július 30. 20:00 | (27–31)         |           |                     | Pabellón Olímpico de Badalona, Badalona |
| 1992. július 30. 20:00 | Peng Ping 19    | Pont      | Ares 20             | Pabellón Olímpico de Badalona, Badalona |
| 1992. július 30. 20:00 | négy játékos 4  | Lepattanó | Geuer 8             | Pabellón Olímpico de Badalona, Badalona |
| 1992. július 30. 20:00 | három játékos 2 | Gólpassz  | öt játékos 1        | Pabellón Olímpico de Badalona, Badalona |

| 1992. augusztus 1. 11:00 | Egyesült Államok (USA) | 93–67     | Kína (CHN)                        | Pabellón Olímpico de Badalona, Badalona |
| 1992. augusztus 1. 11:00 | (47–33)                |           |                                   | Pabellón Olímpico de Badalona, Badalona |
| 1992. augusztus 1. 11:00 | Dixon 19               | Pont      | Cung Hszüe-ti (Cong Xuedi) 18     | Pabellón Olímpico de Badalona, Badalona |
| 1992. augusztus 1. 11:00 | Orr 11                 | Lepattanó | Cseng Haj-hszia (Zheng Haixia) 11 | Pabellón Olímpico de Badalona, Badalona |
| 1992. augusztus 1. 11:00 | Edwards 8              | Gólpassz  | Ho Csün (He Jun) 6                | Pabellón Olímpico de Badalona, Badalona |

| 1992. augusztus 3. 20:00 | Csehszlovákia (TCH) | 70–72     | Kína (CHN)             | Pabellón Olímpico de Badalona, Badalona |
| 1992. augusztus 3. 20:00 | (31–38)             |           |                        | Pabellón Olímpico de Badalona, Badalona |
| 1992. augusztus 3. 20:00 | Němcová 15          | Pont      | Peng Ping 15           | Pabellón Olímpico de Badalona, Badalona |
| 1992. augusztus 3. 20:00 | Buriánová 8         | Lepattanó | Liu Csing (Liu Qing) 6 | Pabellón Olímpico de Badalona, Badalona |
| 1992. augusztus 3. 20:00 | Bieliková 4         | Gólpassz  | Li Hszin (Li Xin) 9    | Pabellón Olímpico de Badalona, Badalona |

Elődöntő
| 1992. augusztus 5. 13:00 | Kuba (CUB) | 70–109    | Kína (CHN)                                       | Pabellón Olímpico de Badalona, Badalona |
| 1992. augusztus 5. 13:00 | (30–57)    |           |                                                  | Pabellón Olímpico de Badalona, Badalona |
| 1992. augusztus 5. 13:00 | Borrell 16 | Pont      | Cung Hszüe-ti (Cong Xuedi), Li Hszin (Li Xin) 20 | Pabellón Olímpico de Badalona, Badalona |
| 1992. augusztus 5. 13:00 | Borrell 8  | Lepattanó | Cseng Haj-hszia (Zheng Haixia) 5                 | Pabellón Olímpico de Badalona, Badalona |
| 1992. augusztus 5. 13:00 | Vigil 2    | Gólpassz  | Cseng Tung-mej (Zheng Dongmei) 5                 | Pabellón Olímpico de Badalona, Badalona |

Döntő
| 1992. augusztus 7. 22:00 | Egyesített Csapat (EUN)    | 76–66     | Kína (CHN)                  | Pabellón Olímpico de Badalona, Badalona |
| 1992. augusztus 7. 22:00 | (43–35)                    |           |                             | Pabellón Olímpico de Badalona, Badalona |
| 1992. augusztus 7. 22:00 | Zaszulszkaja 19            | Pont      | Li Tung-mej (Li Dongmei) 12 | Pabellón Olímpico de Badalona, Badalona |
| 1992. augusztus 7. 22:00 | Bunatyjanc, Zaszulszkaja 6 | Lepattanó | Li Tung-mej (Li Dongmei) 6  | Pabellón Olímpico de Badalona, Badalona |
| 1992. augusztus 7. 22:00 | Szumnyikova, Zabolujeva 4  | Gólpassz  | Li Hszin (Li Xin) 4         | Pabellón Olímpico de Badalona, Badalona |

| Csapat     | Helyezés |
| ---------- | -------- |
| Kína (CHN) |          |

## Műugrás
Férfi
| Versenyző                  | Versenyszám        | Elődöntő | Elődöntő | Döntő   | Döntő    |
| Versenyző                  | Versenyszám        | Pont     | Helyezés | Pont    | Helyezés |
| -------------------------- | ------------------ | -------- | -------- | ------- | -------- |
| Lan Vej (Lan Wei)          | Egyéni műugrás     | 369,09   | 14.      | kiesett | kiesett  |
| Tan Liang-tö (Tan Liangde) | Egyéni műugrás     | 426,39   | 1.       | 645,57  |          |
| Szun Su-vej (Sun Shuwei)   | Egyéni toronyugrás | 447,96   | 2.       | 677,31  |          |
| Hsziung Ni (Xiong Ni)      | Egyéni toronyugrás | 453,87   | 1.       | 600,15  |          |

Női
| Versenyző                   | Versenyszám        | Elődöntő | Elődöntő | Döntő   | Döntő    |
| Versenyző                   | Versenyszám        | Pont     | Helyezés | Pont    | Helyezés |
| --------------------------- | ------------------ | -------- | -------- | ------- | -------- |
| Kao Min (Gao Min)           | Egyéni műugrás     | 309,75   | 3.       | 572,40  |          |
| Tan Su-ping (Tan Shuping)   | Egyéni műugrás     | 269,10   | 17.      | kiesett | kiesett  |
| Fu Ming-hszia (Fu Mingxia)  | Egyéni toronyugrás | 361,77   | 1.       | 461,43  |          |
| Csu Csin-hung (Zhu Jinhong) | Egyéni toronyugrás | 297,00   | 6.       | 400,56  | 4.       |

## Ökölvívás
| Versenyző                          | Versenyszám  | Selejtező                  | Nyolcaddöntő                    | Negyeddöntő       | Elődöntő          | Döntő             | Helyezés |
| Versenyző                          | Versenyszám  | Ellenfél Eredmény          | Ellenfél Eredmény               | Ellenfél Eredmény | Ellenfél Eredmény | Ellenfél Eredmény | Helyezés |
| ---------------------------------- | ------------ | -------------------------- | ------------------------------- | ----------------- | ----------------- | ----------------- | -------- |
| Liu Kang (Liu Gang)                | Légsúly      | Héctor Avila (DOM) · RSC   | kiesett                         | kiesett           | kiesett           | kiesett           | 17.      |
| Csang Kuang-ping (Zhang Guangping) | Harmatsúly   | Slimane Zengli (ALG) · 0-4 | kiesett                         | kiesett           | kiesett           | kiesett           | 17.      |
| Csao Lu (Chao Lu)                  | Középsúly    | erőnyerő                   | Sztefan Trendafilov (BUL) · RSC | kiesett           | kiesett           | kiesett           | 9.       |
| Paj Csung-kuang (Bai Chongguang)   | Félnehézsúly | Go Yo-Da (KOR) · 4-18      | kiesett                         | kiesett           | kiesett           | kiesett           | 17.      |

RSC - a játékvezető megállította a mérkőzést

## Öttusa
| Versenyző             | Versenyszám | Vívás    | Vívás | Vívás | Úszás  | Úszás | Úszás | Lövészet | Lövészet | Lövészet | Futás   | Futás | Futás | Lovaglás | Lovaglás | Lovaglás | Összesen    | Összesen |
| Versenyző             | Versenyszám | Pontszám | Pont  | Hely. | Idő    | Pont  | Hely. | Eredmény | Pont     | Hely.    | Idő     | Pont  | Hely. | Idő      | Pont     | Hely.    | Összes pont | Helyezés |
| --------------------- | ----------- | -------- | ----- | ----- | ------ | ----- | ----- | -------- | -------- | -------- | ------- | ----- | ----- | -------- | -------- | -------- | ----------- | -------- |
| Csang Pin (Zhang Bin) | Egyéni      | 28-37    | 694   | 49.** | 3:40,5 | 1108  | 61.   | 185      | 1045     | 31.*     | 15:06,5 | 847   | 64.   | 2:09,6   | 976      | 31.      | 4670        | 56.      |

* - egy másik versenyzővel azonos eredményt ért el

** - két másik versenyzővel azonos eredményt ért el

## Röplabda

### Női
| Kínai női röplabdacsapat-játékoskeret | Kínai női röplabdacsapat-játékoskeret                                                                                  |
| --- | --- |
| - Csen Feng-csin (Chen Fengqin) - Kao Lin (Gao Lin) - Laj Ja-ven (Lai Yawen) - Li Kuo-csün (Li Guojun) - Li Jüe-ming (Li Yueming) - Ma Fang | - Szu Huj-csüan (Su Huijuan) - Szu Li-csün (Su Liqun) - Szun Jüe (Sun Yue) - Csou Hung (Zhou Hong) - Vang Ji (Wang Yi) |

#### Eredmények
Csoportkör
B csoport
|                 |      | Mérkőzések | Mérkőzések | Szettek | Szettek | Szettek | Pontok | Pontok | Pontok |
| Csapat          | Pont | Gy         | V          | Sz+     | Sz–     | SzA     | P+     | P–     | PA     |
| --------------- | ---- | ---------- | ---------- | ------- | ------- | ------- | ------ | ------ | ------ |
| Kuba (CUB)      | 6    | 3          | 0          | 9       | 2       | 4,500   | 151    | 129    | 1,171  |
| Brazília (BRA)  | 5    | 2          | 1          | 7       | 6       | 1,167   | 170    | 145    | 1,172  |
| Hollandia (NED) | 4    | 1          | 2          | 4       | 8       | 0,500   | 136    | 166    | 0,819  |
| Kína (CHN)      | 3    | 0          | 3          | 5       | 9       | 0,556   | 174    | 191    | 0,911  |

| 1992. július 29. 21:30 | Kína (CHN)                  | 1–3 | Kuba (CUB) | Játékvezető: Juan Angel Pereyra (ARG), Levan Stepanian (ARM) |
| 1992. július 29. 21:30 | (15–13, 11–15, 9–15, 11–15) |     |            | Játékvezető: Juan Angel Pereyra (ARG), Levan Stepanian (ARM) |

| 1992. július 31. 10:30 | Hollandia (NED)                   | 3–2 | Kína (CHN) | Játékvezető: Neill Luebke (USA), Francisco Fraile Estival (ESP) |
| 1992. július 31. 10:30 | (6–15, 15–17, 15–13, 16–14, 15–6) |     |            | Játékvezető: Neill Luebke (USA), Francisco Fraile Estival (ESP) |

| 1992. augusztus 2. 21:30 | Kína (CHN)                        | 2–3 | Brazília (BRA) | Játékvezető: Gabriel Gimenez (ESP), Levan Stepanian (ARM) |
| 1992. augusztus 2. 21:30 | (9–15, 15–7, 11–15, 16–14, 12–15) |     |                | Játékvezető: Gabriel Gimenez (ESP), Levan Stepanian (ARM) |

A 7. helyért
| 1992. augusztus 4. 16:30 | Spanyolország (ESP) | 0–3 | Kína (CHN) | Játékvezető: Omar Belkahla (ALG), Peter Scheffer (NED) |
| 1992. augusztus 4. 16:30 | (1–15, 3–15, 3–15)  |     |            | Játékvezető: Omar Belkahla (ALG), Peter Scheffer (NED) |

| Csapat     | Helyezés |
| ---------- | -------- |
| Kína (CHN) | 7.       |

## Sportlövészet
Férfi
| Versenyző                        | Versenyszám           | Selejtező | Selejtező | Döntő   | Döntő    |
| Versenyző                        | Versenyszám           | Pont      | Helyezés  | Pont    | Helyezés |
| -------------------------------- | --------------------- | --------- | --------- | ------- | -------- |
| Meng Kang (Meng Gang)            | Gyorstüzelő pisztoly  | 585       | 11.*      | kiesett | kiesett  |
| Vang Ji-fu (Wang Yifu)           | Légpisztoly           | 585       | 2.        | 684,8   |          |
| Vang Ji-fu (Wang Yifu)           | Szabadpisztoly        | 565       | 5.        | 657     |          |
| Hszü Haj-feng (Xu Haifeng)       | Szabadpisztoly        | 565       | 6.        | 652     | 7.       |
| Hszü Haj-feng (Xu Haifeng)       | Légpisztoly           | 583       | 4.        | 681,5   | 4.       |
| Tu Lung (Du Long)                | Légpuska              | 582       | 34.       | kiesett | kiesett  |
| Csang Jing-csou (Zhang Yingzhou) | Légpuska              | 588       | 13.****   | kiesett | kiesett  |
| Csang Jing-csou (Zhang Yingzhou) | Sportpuska, összetett | 1150      | 31.*      | kiesett | kiesett  |
| Csiang Zsung (Jiang Rong)        | Sportpuska, összetett | 1163      | 10.       | kiesett | kiesett  |
| Csiang Zsung (Jiang Rong)        | Sportpuska, fekvő     | 596       | 11.***    | kiesett | kiesett  |
| Pang Jung-jing (Pang Yongying)   | Sportpuska, fekvő     | 590       | 39.**     | kiesett | kiesett  |
| Su Csing-csuan (Shu Qingquan)    | Futócéllövészet       | 573       | 8.        | kiesett | kiesett  |
| Csang Zsung-huj (Zhang Ronghui)  | Futócéllövészet       | 561       | 18.       | kiesett | kiesett  |

Női
| Versenyző                       | Versenyszám           | Selejtező | Selejtező | Döntő   | Döntő    |
| Versenyző                       | Versenyszám           | Pont      | Helyezés  | Pont    | Helyezés |
| ------------------------------- | --------------------- | --------- | --------- | ------- | -------- |
| Li Suang-hung (Li Shuanghong)   | Légpisztoly           | 380       | 9.        | kiesett | kiesett  |
| Vang Li-na (Wang Lina)          | Légpisztoly           | 381       | 6.        | 479,7   | 4.       |
| Vang Li-na (Wang Lina)          | Sportpisztoly         | 574       | 18.**     | kiesett | kiesett  |
| Li Tuj-hung (Li Duihong)        | Sportpisztoly         | 586       | 2.        | 680     |          |
| Hszü Jan-hua (Xu Yanhua)        | Légpuska              | 391       | 11.***    | kiesett | kiesett  |
| Csang Csiu-ping (Zhang Qiuping) | Légpuska              | 385       | 31.**     | kiesett | kiesett  |
| Csang Csiu-ping (Zhang Qiuping) | Sportpuska, összetett | 579       | 10.       | kiesett | kiesett  |
| Csou Tan-hung (Zhou Danhong)    | Sportpuska, összetett | 579       | 11.       | kiesett | kiesett  |

Nyílt
| Versenyző                        | Versenyszám | Selejtező | Selejtező | Elődöntő | Elődöntő | Döntő   | Döntő    |
| Versenyző                        | Versenyszám | Pont      | Helyezés  | Pont     | Helyezés | Pont    | Helyezés |
| -------------------------------- | ----------- | --------- | --------- | -------- | -------- | ------- | -------- |
| Csang Ping (Zhang Bing)          | Trap        | 146       | 7.        | 194      | 8.       | kiesett | kiesett  |
| Csang Jung-csie (Zhang Yongjie)  | Trap        | 137       | 39.****   | kiesett  | kiesett  | kiesett | kiesett  |
| Csang San (Zhang Shan)           | Skeet       | 150       | 1.        | 200      | 1.       | 223     |          |
| Csang Hszin-tung (Zhang Xindong) | Skeet       | 147       | 17.       | 197      | 9.       | kiesett | kiesett  |
| Vang Csung-hua (Wang Zhonghua)   | Skeet       | 143       | 42.*****  | kiesett  | kiesett  | kiesett | kiesett  |

* - egy másik versenyzővel azonos eredményt ért el

** - két másik versenyzővel azonos eredményt ért el

*** - három másik versenyzővel azonos eredményt ért el

**** - négy másik versenyzővel azonos eredményt ért el

***** - hét másik versenyzővel azonos eredményt ért el

## Súlyemelés
| Versenyző                       | Versenyszám | Szakítás | Szakítás | Lökés                    | Lökés                    | Összesen | Helyezés |
| Versenyző                       | Versenyszám | Eredmény | Helyezés | Eredmény                 | Helyezés                 | Összesen | Helyezés |
| ------------------------------- | ----------- | -------- | -------- | ------------------------ | ------------------------ | -------- | -------- |
| Lin Csi-seng (Lin Qisheng)      | 52 kg       | 115,0    | 1.*      | 147,5                    | 2.                       | 262,5    |          |
| Csang Caj-zsung (Zhang Zairong) | 52 kg       | 115,0    | 1.*      | érvényes kísérlet nélkül | érvényes kísérlet nélkül | kiesett  | kiesett  |
| Liu Sou-pin (Liu Shoubin)       | 56 kg       | 130,0    | 2.       | 147,5                    | 3.                       | 277,5    |          |
| Lo Csien-ming (Luo Jianming)    | 56 kg       | 125,0    | 3.       | 152,5                    | 2.                       | 277,5    |          |
| Ho Jing-csiang (He Yingqiang)   | 60 kg       | 130,0    | 4.       | 165,0                    | 3.                       | 295,0    |          |
| Vang Jung (Wang Yong)           | 67,5 kg     | 140,0    | 4.       | érvényes kísérlet nélkül | érvényes kísérlet nélkül | kiesett  | kiesett  |
| Lin Ven-seng (Lin Wensheng)     | 75 kg       | 145,0    | 14.      | 187,5                    | 7.                       | 332,5    | 9.       |
| Lu Kang (Lu Gang)               | 75 kg       | 150,0    | 9.       | 185,0                    | 8.                       | 335,0    | 8.       |
| Caj Jen-su (Cai Yanshu)         | 82,5 kg     | 157,5    | 13.      | 192,5                    | 9.                       | 350,0    | 11.      |
| Li Jün-nan (Li Yunnan)          | 82,5 kg     | 160,0    | 10.      | 195,0                    | 8.                       | 355,0    | 9.       |

* - egy másik versenyzővel azonos eredményt ért el

## Szinkronúszás
| Versenyző                                                | Versenyszám | Selejtező           | Selejtező           | Selejtező       | Selejtező  | Selejtező  | Döntő           | Döntő      | Helyezés |
| Versenyző                                                | Versenyszám | Technikai gyakorlat | Technikai gyakorlat | Zenés gyakorlat | Összesítés | Összesítés | Zenés gyakorlat | Összesítés | Helyezés |
| Versenyző                                                | Versenyszám | Pont                | Hely.               | Pont            | Pont       | Hely.      | Pont            | Pont       | Helyezés |
| -------------------------------------------------------- | ----------- | ------------------- | ------------------- | --------------- | ---------- | ---------- | --------------- | ---------- | -------- |
| Kuan Cö-ven (Guan Zewen)                                 | Egyéni      | 84,775              | 23.                 | kiesett         | kiesett    | kiesett    | kiesett         | kiesett    | kiesett  |
| Tan Min                                                  | Egyéni      | 85,257              | 19.                 | 93,200          | 178,457    | 10.        | kiesett         | kiesett    | 10.      |
| Vang Hsziao-csie (Wang Xiaojie)                          | Egyéni      | 84,752              | 24.                 | kiesett         | kiesett    | kiesett    | kiesett         | kiesett    | kiesett  |
| Kuan Cö-ven (Guan Zewen) Vang Hsziao-csie (Wang Xiaojie) | Páros       | 84,763              | 8.                  | 92,800          | 177,563    | 8.         | 93,080          | 177,843    | 8.       |

## Tenisz
Férfi
| Versenyző                                                    | Versenyszám | 32-es főtábla                                            | Nyolcaddöntő      | Negyeddöntő       | Elődöntő          | Döntő             | Helyezés |
| Versenyző                                                    | Versenyszám | Ellenfél Eredmény                                        | Ellenfél Eredmény | Ellenfél Eredmény | Ellenfél Eredmény | Ellenfél Eredmény | Helyezés |
| ------------------------------------------------------------ | ----------- | -------------------------------------------------------- | ----------------- | ----------------- | ----------------- | ----------------- | -------- |
| Meg Csiang-hua (Meng Qianghua) Hszia Csia-ping (Xia Jiaping) | Páros       | Svájc (SUI) · Jakob Hlasek · Marc Rosset · 5-7, 1-6, 2-6 | kiesett           | kiesett           | kiesett           | kiesett           | 17.      |

Női
| Versenyző         | Versenyszám | 64-es főtábla                                      | 32-es főtábla                                                                | Nyolcaddöntő                                                  | Negyeddöntő       | Elődöntő          | Döntő             | Helyezés |
| Versenyző         | Versenyszám | Ellenfél Eredmény                                  | Ellenfél Eredmény                                                            | Ellenfél Eredmény                                             | Ellenfél Eredmény | Ellenfél Eredmény | Ellenfél Eredmény | Helyezés |
| ----------------- | ----------- | -------------------------------------------------- | ---------------------------------------------------------------------------- | ------------------------------------------------------------- | ----------------- | ----------------- | ----------------- | -------- |
| Csen Li (Chen Li) | Egyes       | Mary Joe Fernández (USA) · 2-6, 3-6                | kiesett                                                                      | kiesett                                                       | kiesett           | kiesett           | kiesett           | 33.      |
| Li Fang           | Egyes       | Brenda Schultz-McCarthy (NED) · 5-7, 7-6(7–4), 4-6 | kiesett                                                                      | kiesett                                                       | kiesett           | kiesett           | kiesett           | 33.      |
| Li Fang Tang Min  | Páros       |                                                    | Görögország (GRE) · Hrisztína Papadáki · Hrísztina Zahariádu · 7-6(7–5), 6-3 | Argentína (ARG) · Mercedes Paz · Patricia Tarabini · 0-6, 1-6 | kiesett           | kiesett           | kiesett           | 9.       |

## Tollaslabda
| Versenyző                                                | Versenyszám | Selejtező         | 32-es főtábla                                                         | Nyolcaddöntő                                                                  | Negyeddöntő                                                         | Elődöntő                                                        | Döntő                                                                 | Helyezés |
| Versenyző                                                | Versenyszám | Ellenfél Eredmény | Ellenfél Eredmény                                                     | Ellenfél Eredmény                                                             | Ellenfél Eredmény                                                   | Ellenfél Eredmény                                               | Ellenfél Eredmény                                                     | Helyezés |
| -------------------------------------------------------- | ----------- | ----------------- | --------------------------------------------------------------------- | ----------------------------------------------------------------------------- | ------------------------------------------------------------------- | --------------------------------------------------------------- | --------------------------------------------------------------------- | -------- |
| Liu Csün (Liu Jun)                                       | Férfi egyes | erőnyerő          | Pontus Jäntti (FIN) · 15-13, 15-7                                     | Thomas Stuer-Lauridsen (DEN) · 15-10, 16-17, 9-15                             | kiesett                                                             | kiesett                                                         | kiesett                                                               | 9.       |
| Csao Csien-hua (Zhao Jianhua)                            | Férfi egyes | erőnyerő          | Darren Hall (GBR) · 15-6, 15-9                                        | Dípankar Bhattacsarja (IND) · 15-4, 15-12                                     | Hermawan Susanto (INA) · 2-15, 17-14, 14-17                         | kiesett                                                         | kiesett                                                               | 5.       |
| Vu Ven-kaj (Wu Wenkai)                                   | Férfi egyes | erőnyerő          | Anil Kaul (CAN) · 15-7, 15-2                                          | Kim Hakkjun (KOR) · 15-10, 7-15, 13-18                                        | kiesett                                                             | kiesett                                                         | kiesett                                                               | 9.       |
| Huang Hua                                                | Női egyes   | erőnyerő          | Linda French (USA) · 11-1, 11-1                                       | Joanne Muggeridge (GBR) · 11-3, 11-2                                          | Lee Heung-Sun (KOR) · 11-3, 10-12, 11-0                             | Susi Susanti (INA) · 4-11, 1-11                                 | kiesett                                                               |          |
| Tang Csiu-hung (Tang Jiuhong)                            | Női egyes   | erőnyerő          | Helen Troke (GBR) · 11-3, 11-1                                        | Denyse Julien (CAN) · 12-9, 11-0                                              | Anna Lao (AUS) · 11-9, 11-1                                         | Pang Szuhjon (KOR) · 3-11, 2-11                                 | kiesett                                                               |          |
| Csen Hung-jung (Chen Hongyong) Csen Kang (Chen Kang)     | Férfi páros |                   | Kanada (CAN) · Bryan Blanshard · Michael Bitten · 15-6, 15-12         | Dél-Korea (KOR) · Pak Csubong · Kim Munszu · 15-11, 5-15, 9-15                | kiesett                                                             | kiesett                                                         | kiesett                                                               | 9.       |
| Li Jung-po (Li Yongbo) Tien Ping-ji (Tian Bingyi)        | Férfi páros |                   | Malajzia (MAS) · Soo Beng Kiang · Cheah Soon Kit · 11-15, 18-15, 15-4 | Thaiföld (THA) · Siripong Siripool · Pramote Teerawiwatana · 9-15, 15-8, 15-8 | Dánia (DEN) · Jan Paulsen · Henrik Svarrer · 15-11, 12-15, 17-14    | Indonézia (INA) · Eddy Hartono · Rudy Gunawan · 9-15, 8-15      | kiesett                                                               |          |
| Kuan Vej-csen (Guan Weizhen) Nung Csün-hua (Nong Qunhua) | Női páros   |                   | erőnyerő                                                              | Dánia (DEN) · Lisbet Stuer-Lauridsen · Marlene Thomsen · 15-3, 15-12          | Svédország (SWE) · Catrine Bengtsson · Maria Bengtsson · 15-4, 15-9 | Dél-Korea (KOR) · Kil Jonga · Szim Undzsong · 15-12, 2-15, 15-8 | Dél-Korea (KOR) · Hvang Hjejong · Csong Szojong · 16-18, 15-12, 13-15 |          |
| Lin Jen-fen (Lin Yanfen) Jao Fen (Yao Fen)               | Női páros   |                   | erőnyerő                                                              | Japán (JPN) · Mori Hiszako · Dzsinnai Kimiko · 15-7, 15-6                     | Ausztrália (AUS) · Rhonda Cator · Anna Lao · 18-13, 15-5            | Dél-Korea (KOR) · Hvang Hjejong · Csong Szojong · 9-15, 8-15    | kiesett                                                               |          |

## Torna
Férfi
| Versenyző | Versenyszám      | Selejtező | Selejtező | Döntő    | Döntő    |
| Versenyző | Versenyszám      | Pontszám  | Helyezés  | Pontszám | Helyezés |
| --- | ---------------- | --------- | --------- | -------- | -------- |
| Kuo Lin-jao (Guo Linyao) | Talaj            | 19,175    | 28.       | kiesett  | kiesett  |
| Kuo Lin-jao (Guo Linyao) | Ugrás            | 19,025    | 30.       | kiesett  | kiesett  |
| Kuo Lin-jao (Guo Linyao) | Korlát           | 19,425    | 6.        | 9,800    | **       |
| Kuo Lin-jao (Guo Linyao) | Nyújtó           | 19,425    | 7.        | 9,812    | 4.       |
| Kuo Lin-jao (Guo Linyao) | Gyűrű            | 19,350    | 21.       | kiesett  | kiesett  |
| Kuo Lin-jao (Guo Linyao) | Lólengés         | 19,500    | 4.        | 9,875    | 4.       |
| Kuo Lin-jao (Guo Linyao) | Egyéni összetett | 115,900   | 8.        | 57,925   | 6.       |
| Li Csun-jang (Li Chunyang) | Talaj            | 19,450    | 8.        | 9,387    | 8.       |
| Li Csun-jang (Li Chunyang) | Ugrás            | 19,100    | 19.       | kiesett  | kiesett  |
| Li Csun-jang (Li Chunyang) | Korlát           | 19,300    | 12.       | kiesett  | kiesett  |
| Li Csun-jang (Li Chunyang) | Nyújtó           | 19,225    | 23.       | kiesett  | kiesett  |
| Li Csun-jang (Li Chunyang) | Gyűrű            | 19,575    | 9.        | kiesett  | kiesett  |
| Li Csun-jang (Li Chunyang) | Lólengés         | 19,275    | 14.       | kiesett  | kiesett  |
| Li Csun-jang (Li Chunyang) | Egyéni összetett | 115,925   | 7.        | 57,200   | 18.      |
| Li Ta-suang (Li Dashuang) | Talaj            | 19,425    | 10.       | kiesett  | kiesett  |
| Li Ta-suang (Li Dashuang) | Ugrás            | 19,050    | 27.       | kiesett  | kiesett  |
| Li Ta-suang (Li Dashuang) | Korlát           | 18,950    | 41.       | kiesett  | kiesett  |
| Li Ta-suang (Li Dashuang) | Nyújtó           | 19,125    | 40.       | kiesett  | kiesett  |
| Li Ta-suang (Li Dashuang) | Gyűrű            | 19,025    | 45.       | kiesett  | kiesett  |
| Li Ta-suang (Li Dashuang) | Lólengés         | 19,300    | 13.       | kiesett  | kiesett  |
| Li Ta-suang (Li Dashuang) | Egyéni összetett | 114,875   | 24.*      | kiesett  | kiesett  |
| Li Ko (Li Ge) | Talaj            | 19,150    | 29.       | kiesett  | kiesett  |
| Li Ko (Li Ge) | Ugrás            | 18,925    | 42.       | kiesett  | kiesett  |
| Li Ko (Li Ge) | Korlát           | 18,975    | 38.       | kiesett  | kiesett  |
| Li Ko (Li Ge) | Nyújtó           | 19,250    | 17.       | kiesett  | kiesett  |
| Li Ko (Li Ge) | Gyűrű            | 19,400    | 19.       | kiesett  | kiesett  |
| Li Ko (Li Ge) | Lólengés         | 19,175    | 21.       | kiesett  | kiesett  |
| Li Ko (Li Ge) | Egyéni összetett | 114,875   | 24.*      | kiesett  | kiesett  |
| Li Csing (Li Jing) | Talaj            | 18,175    | 85.       | kiesett  | kiesett  |
| Li Csing (Li Jing) | Ugrás            | 18,600    | 74.       | kiesett  | kiesett  |
| Li Csing (Li Jing) | Korlát           | 19,500    | 5.        | 9,812    |          |
| Li Csing (Li Jing) | Nyújtó           | 19,550    | 3.        | 6,425    | 8.       |
| Li Csing (Li Jing) | Gyűrű            | 19,650    | 5.        | 9,875    |          |
| Li Csing (Li Jing) | Lólengés         | 19,475    | 5.        | 9,250    | 7.*      |
| Li Csing (Li Jing) | Egyéni összetett | 114,950   | 22.*      | kiesett  | kiesett  |
| Li Hsziao-suang (Li Xiaoshuang) | Talaj            | 19,425    | 10.       | 9,925    |          |
| Li Hsziao-suang (Li Xiaoshuang) | Ugrás            | 19,175    | 11.       | 9,731    | 4.       |
| Li Hsziao-suang (Li Xiaoshuang) | Korlát           | 19,375    | 7.        | kiesett  | kiesett  |
| Li Hsziao-suang (Li Xiaoshuang) | Nyújtó           | 19,400    | 8.        | kiesett  | kiesett  |
| Li Hsziao-suang (Li Xiaoshuang) | Gyűrű            | 19,625    | 7.        | 9,862    | *        |
| Li Hsziao-suang (Li Xiaoshuang) | Lólengés         | 19,450    | 8.        | kiesett  | kiesett  |
| Li Hsziao-suang (Li Xiaoshuang) | Egyéni összetett | 116,450   | 6.        | 58,150   | 5.       |
| Kuo Lin-jao (Guo Linyao) Li Csun-jang (Li Chunyang) Li Ta-suang (Li Dashuang) Li Ko (Li Ge) Li Csing (Li Jing) Li Hsziao-suang (Li Xiaoshuang) | Csapat összetett |           |           | 580,375  |          |

Női
| Versenyző                                                                                             | Versenyszám      | Selejtező | Selejtező | Döntő    | Döntő    |
| Versenyző                                                                                             | Versenyszám      | Pontszám  | Helyezés  | Pontszám | Helyezés |
| --- | ---------------- | --------- | --------- | -------- | -------- |
| Ho Hszüe-mej (He Xuemei)                                                                              | Talaj            | 19,574    | 26.       | kiesett  | kiesett  |
| Ho Hszüe-mej (He Xuemei)                                                                              | Ugrás            | 19,399    | 67.       | kiesett  | kiesett  |
| Ho Hszüe-mej (He Xuemei)                                                                              | Felemás korlát   | 19,575    | 40.       | kiesett  | kiesett  |
| Ho Hszüe-mej (He Xuemei)                                                                              | Gerenda          | 19,650    | 12.       | kiesett  | kiesett  |
| Ho Hszüe-mej (He Xuemei)                                                                              | Egyéni összetett | 78,198    | 27.       | kiesett  | kiesett  |
| Li Li                                                                                                 | Talaj            | 19,625    | 22.       | kiesett  | kiesett  |
| Li Li                                                                                                 | Ugrás            | 19,587    | 32.       | kiesett  | kiesett  |
| Li Li                                                                                                 | Felemás korlát   | 19,800    | 8.        | 9,887    | 8.       |
| Li Li                                                                                                 | Gerenda          | 19,524    | 21.       | kiesett  | kiesett  |
| Li Li                                                                                                 | Egyéni összetett | 78,536    | 20.       | 39,262   | 14.      |
| Li Ji-fang (Li Yifang)                                                                                | Talaj            | 19,562    | 27.       | kiesett  | kiesett  |
| Li Ji-fang (Li Yifang)                                                                                | Ugrás            | 19,625    | 27.       | kiesett  | kiesett  |
| Li Ji-fang (Li Yifang)                                                                                | Felemás korlát   | 19,712    | 21.       | kiesett  | kiesett  |
| Li Ji-fang (Li Yifang)                                                                                | Gerenda          | 19,699    | 8.        | kiesett  | kiesett  |
| Li Ji-fang (Li Yifang)                                                                                | Egyéni összetett | 78,598    | 18.       | kiesett  | kiesett  |
| Lu Li                                                                                                 | Talaj            | 19,474    | 33.       | kiesett  | kiesett  |
| Lu Li                                                                                                 | Ugrás            | 19,624    | 29.       | kiesett  | kiesett  |
| Lu Li                                                                                                 | Felemás korlát   | 19,824    | 6.        | 10,000   |          |
| Lu Li                                                                                                 | Gerenda          | 19,812    | 1.        | 9,912    |          |
| Lu Li                                                                                                 | Egyéni összetett | 78,734    | 15.       | 38,073   | 34.      |
| Csang Hszia (Zhang Xia)                                                                               | Talaj            | 19,337    | 43.       | kiesett  | kiesett  |
| Csang Hszia (Zhang Xia)                                                                               | Ugrás            | 19,399    | 67.       | kiesett  | kiesett  |
| Csang Hszia (Zhang Xia)                                                                               | Felemás korlát   | 19,625    | 32.       | kiesett  | kiesett  |
| Csang Hszia (Zhang Xia)                                                                               | Gerenda          | 19,412    | 29.       | kiesett  | kiesett  |
| Csang Hszia (Zhang Xia)                                                                               | Egyéni összetett | 77,773    | 35.       | kiesett  | kiesett  |
| Jang Po (Yang Bo)                                                                                     | Talaj            | 19,662    | 19.       | kiesett  | kiesett  |
| Jang Po (Yang Bo)                                                                                     | Ugrás            | 19,650    | 23.       | kiesett  | kiesett  |
| Jang Po (Yang Bo)                                                                                     | Felemás korlát   | 19,700    | 23.       | kiesett  | kiesett  |
| Jang Po (Yang Bo)                                                                                     | Gerenda          | 19,725    | 6.        | 9,300    | 7.       |
| Jang Po (Yang Bo)                                                                                     | Egyéni összetett | 78,737    | 13.       | 38,886   | 25.      |
| Ho Hszüe-mej (He Xuemei) Li Li Li Ji-fang (Li Yifang) Lu Li Csang Hszia (Zhang Xia) Jang Po (Yang Bo) | Csapat összetett |           |           | 393,141  | 4.       |

* - egy másik versenyzővel azonos eredményt ért el

** - két másik versenyzővel azonos eredményt ért el

### Ritmikus gimnasztika
| Versenyző              | Versenyszám | Selejtező | Selejtező | Selejtező | Selejtező | Selejtező | Selejtező | Selejtező | Selejtező | Selejtező | Selejtező | Döntő   | Döntő   | Döntő   | Döntő   | Döntő    | Döntő    | Döntő   | Döntő   | Döntő    | Döntő    | Helyezés |
| Versenyző              | Versenyszám | Karika    | Karika    | Kötél     | Kötél     | Buzogány  | Buzogány  | Labda     | Labda     | Összesen  | Összesen  | Karika  | Karika  | Kötél   | Kötél   | Buzogány | Buzogány | Labda   | Labda   | Összesen | Összesen | Helyezés |
| Versenyző              | Versenyszám | Pont      | Hely.     | Pont      | Hely.     | Pont      | Hely.     | Pont      | Hely.     | Pont      | Hely.     | Pont    | Hely.   | Pont    | Hely.   | Pont     | Hely.    | Pont    | Hely.   | Pont     | Hely.    | Helyezés |
| ---------------------- | ----------- | --------- | --------- | --------- | --------- | --------- | --------- | --------- | --------- | --------- | --------- | ------- | ------- | ------- | ------- | -------- | -------- | ------- | ------- | -------- | -------- | -------- |
| Paj Mej (Bai Mei)      | Egyéni      | 9,150     | 20.***    | 8,525     | 41.       | 8,975     | 21.       | 9,125     | 20.*      | 35,775    | 29.**     | kiesett | kiesett | kiesett | kiesett | kiesett  | kiesett  | kiesett | kiesett | kiesett  | kiesett  | 29.**    |
| Kuo Sa-sa (Guo Shasha) | Egyéni      | 9,300     | 11.**     | 8,900     | 32.       | 8,300     | 41.       | 8,625     | 37.       | 35,125    | 36.       | kiesett | kiesett | kiesett | kiesett | kiesett  | kiesett  | kiesett | kiesett | kiesett  | kiesett  | 36.      |

* - egy másik versenyzővel azonos eredményt ért el

** - két másik versenyzővel azonos eredményt ért el

*** - négy másik versenyzővel azonos eredményt ért el

## Úszás
Férfi
| Versenyző | Versenyszám            | Előfutam | Előfutam | Előfutam | Döntő   | Döntő   | Döntő   | Helyezés |
| Versenyző | Versenyszám            | Idő      | Hely.    | Össz.    | Típus   | Idő     | Hely.   | Helyezés |
| --- | ---------------------- | -------- | -------- | -------- | ------- | ------- | ------- | -------- |
| Hszie Csün (Xie Jun)                                                                                             | 100 m gyors            | 51,94    | 7.       | 40.      | kiesett | kiesett | kiesett | kiesett  |
| Hszie Csün (Xie Jun)                                                                                             | 200 m gyors            | 1:55,51  | 6.       | 37.      | kiesett | kiesett | kiesett | kiesett  |
| Lin Laj-csiu (Lin Laijiu)                                                                                        | 100 m hát              | 57,85    | 7.       | 31.      | kiesett | kiesett | kiesett | kiesett  |
| Csen Csien-hung (Chen Jianhong)                                                                                  | 100 m mell             | 1:03,08  | 6.       | 14.      | B       | 1:03,00 | 7.      | 15.      |
| Sen Csien-csiang (Shen Jianqiang)                                                                                | 100 m pillangó         | 54,53    | 4.       | 11.      | B       | 54,96   | 7.      | 15.      |
| Lin Laj-csiu (Lin Laijiu) Csen Csien-hung (Chen Jianhong) Sen Csien-csiang (Shen Jianqiang) Hszie Csün (Xie Jun) | 4 × 100 m vegyes váltó | 3:46,85  | 4.       | 13.      | kiesett | kiesett | kiesett | kiesett  |

Női
| Versenyző | Versenyszám            | Előfutam | Előfutam | Előfutam | Döntő   | Döntő   | Döntő   | Helyezés |
| Versenyző | Versenyszám            | Idő      | Hely.    | Össz.    | Típus   | Idő     | Hely.   | Helyezés |
| --- | ---------------------- | -------- | -------- | -------- | ------- | ------- | ------- | -------- |
| Jang Ven-ji (Yang Wenyi)                                                                                       | 50 m gyors             | 25,84    | 2.       | 6.       | A       | 24,79   | 1.      |          |
| Csuang Jung (Zhuang Yong)                                                                                      | 50 m gyors             | 25,56    | 1.       | 1.       | A       | 25,08   | 2.      |          |
| Csuang Jung (Zhuang Yong)                                                                                      | 100 m gyors            | 55,78    | 1.       | 5.       | A       | 54,64   | 1.      |          |
| Csuang Jung (Zhuang Yong)                                                                                      | 200 m gyors            | 2:04,12  | 8.       | 21.      | kiesett | kiesett | kiesett | kiesett  |
| Lü Pin (Lu Bin)                                                                                                | 200 m gyors            | 2:00,56  | 2.       | 5.       | A       | 2:02,10 | 8.      | 8.       |
| Lü Pin (Lu Bin)                                                                                                | 200 m hát              | 2:18,51  | 8.       | 31.      | kiesett | kiesett | kiesett | kiesett  |
| Lü Pin (Lu Bin)                                                                                                | 200 m vegyes           | 2:20,12  | 5.       | 23.      | kiesett | kiesett | kiesett | kiesett  |
| Lin Li | 200 m vegyes           | 2:15,68  | 1.       | 4.       | A       | 2:11,65 | 1.      |          |
| Lin Li | 400 m vegyes           | 4:45,74  | 1.       | 3.       | A       | 4:36,73 | 2.      |          |
| Lin Li | 200 m hát              | 2:15,87  | 6.       | 15.      | B       | 2:15,38 | 4.      | 12.      |
| Lin Li | 200 m mell             | 2:29,99  | 5.       | 6.       | A       | 2:26,85 | 2.      |          |
| Lu Ti (Lu Di)                                                                                                  | 200 m mell             | 2:38,63  | 8.       | 29.      | kiesett | kiesett | kiesett | kiesett  |
| Lu Ti (Lu Di)                                                                                                  | 100 m mell             | 1:11,58  | 5.       | 15.*     | B       | 1:12,07 | 8.      | 16.      |
| Lou Hszia (Lou Xia)                                                                                            | 100 m mell             | 1:10,74  | 4.       | 10.      | B       | 1:10,07 | 1.      | 9.       |
| Lö Csing-ji (Le Jingyi)                                                                                        | 100 m gyors            | 55,87    | 4.       | 6.       | A       | 55,89   | 6.      | 6.       |
| Jen Ming (Yan Ming)                                                                                            | 400 m gyors            | 4:23,69  | 7.       | 22.      | kiesett | kiesett | kiesett | kiesett  |
| Jen Ming (Yan Ming)                                                                                            | 800 m gyors            | 9:14,63  | 7.       | 24.      | kiesett | kiesett | kiesett | kiesett  |
| Jen Ming (Yan Ming)                                                                                            | 400 m vegyes           | 4:54,93  | 7.       | 20.      | kiesett | kiesett | kiesett | kiesett  |
| Ho Ce-hung (He Cihong)                                                                                         | 100 m hát              | 1:03,83  | 5.       | 16.      | B       | 1:03,50 | 5.      | 13.      |
| Csien Hung (Qian Hong)                                                                                         | 100 m pillangó         | 59,37    | 1.       | 2.       | A       | 58,62   | 1.      |          |
| Csien Hung (Qian Hong)                                                                                         | 200 m pillangó         | 2:22,77  | 8.       | 29.      | kiesett | kiesett | kiesett | kiesett  |
| Vang Hsziao-hung (Wang Xiaohong)                                                                               | 200 m pillangó         | 2:11,83  | 2.       | 5.       | A       | 2:09,01 | 2.      |          |
| Vang Hsziao-hung (Wang Xiaohong)                                                                               | 100 m pillangó         | 59,34    | 1.       | 1.       | A       | 59,10   | 4.      | 4.       |
| Csuang Jung (Zhuang Yong) Lü Pin (Lu Bin) Jang Ven-ji (Yang Wenyi) Lö Csing-ji (Le Jingyi) Csao Kun (Zhao Kun) | 4 × 100 m gyorsváltó   | 3:43,41  | 1.       | 2.       | A       | 3:40,12 | 2.      |          |
| Lin Li Lou Hszia (Lou Xia) Csien Hung (Qian Hong) Lö Csing-ji (Le Jingyi) Ho Ce-hung (He Cihong)               | 4 × 100 m vegyes váltó | 4:12,55  | 3.       | 8.       | A       | 4:06,78 | 4.      | 4.       |

* - egy másik versenyzővel azonos időt ért el

## Vitorlázás
Férfi
| Versenyző                | Versenyszám     | Futam | Futam | Futam | Futam | Futam | Futam | Futam | Futam | Futam  | Futam | Pontszám | Helyezés |
| Versenyző                | Versenyszám     | 1     | 2     | 3     | 4     | 5     | 6     | 7     | 8     | 9      | 10    | Pontszám | Helyezés |
| ------------------------ | --------------- | ----- | ----- | ----- | ----- | ----- | ----- | ----- | ----- | ------ | ----- | -------- | -------- |
| Csiang Csen (Jiang Chen) | Szörfvitorlázás | 17,0  | 21,0  | 27,0  | 14,0  | 5,7   | 22,0  | 16,0  | 22,0  | (30,0) | 14,0  | 158,7    | 14.      |

Női
| Versenyző                          | Versenyszám     | Futam  | Futam | Futam | Futam | Futam | Futam | Futam | Futam | Futam | Futam  | Pontszám | Helyezés |
| Versenyző                          | Versenyszám     | 1      | 2     | 3     | 4     | 5     | 6     | 7     | 8     | 9     | 10     | Pontszám | Helyezés |
| ---------------------------------- | --------------- | ------ | ----- | ----- | ----- | ----- | ----- | ----- | ----- | ----- | ------ | -------- | -------- |
| Csang Hsziao-tung (Zhang Xiaodong) | Szörfvitorlázás | 3,0    | 10,0  | 11,7  | 11,7  | 5,7   | 5,7   | 0,0   | 10,0  | 8,0   | (14,0) | 65,8     |          |
| Csang Sun-fang (Zhang Shunfang)    | Europe          | (29,0) | 24,0  | 26,0  | 27,0  | 25,0  | 24,0  | 20,0  |       |       |        | 146,0    | 22.      |

## Vívás
Férfi
| Versenyző | Versenyszám  | Csoportkör | Csoportkör | Selejtező                              | 32-es főtábla                         | Egyenes ág a negyeddöntőért | Egyenes ág a negyeddöntőért | Vigaszág a negyeddöntőért                 | Vigaszág a negyeddöntőért                   | Vigaszág a negyeddöntőért      | Vigaszág a negyeddöntőért      | Negyeddöntő               | Elődöntő                               | Döntő                                | Helyezés |
| Versenyző | Versenyszám  | Csoportkör | Csoportkör | Selejtező                              | 32-es főtábla                         | 1. kör                      | 2. kör                      | 1. kör                                    | 2. kör                                      | 3. kör                         | 4. kör                         | Negyeddöntő               | Elődöntő                               | Döntő                                | Helyezés |
| Versenyző | Versenyszám  | Ellenfél Eredmény | Hely.      | Ellenfél Eredmény                      | Ellenfél Eredmény                     | Ellenfél Eredmény           | Ellenfél Eredmény           | Ellenfél Eredmény                         | Ellenfél Eredmény                           | Ellenfél Eredmény              | Ellenfél Eredmény              | Ellenfél Eredmény         | Ellenfél Eredmény                      | Ellenfél Eredmény                    | Helyezés |
| --- | ------------ | --- | ---------- | -------------------------------------- | ------------------------------------- | --------------------------- | --------------------------- | ----------------------------------------- | ------------------------------------------- | ------------------------------ | ------------------------------ | ------------------------- | -------------------------------------- | ------------------------------------ | -------- |
| Je Csung (Ye Chong) (Ye Chong) | Tőr, egyéni  | 1. csoport · Thorsten Weidner (GER) · 5-4 · Vjacseszlav Grigorjev (EUN) · 5-1 · Michael Marx (USA) · 5-3 · Kim Jongho (KOR) · 5-2 · Walter Torres (PHI) · 5-0 · Tan Kim Huat (SIN) · 5-1        | 1.         | erőnyerő                               | Ola Kajbjer (SWE) · 5-2, 4-6, 3-5     |                             |                             | Thorsten Weidner (GER) · 5-2, 5-3         | Vjacseszlav Grigorjev (EUN) · 5-0, 3-5, 5-0 | Andrés García (ESP) · 5-2, 5-2 | Elvis Gregory (CUB) · 1-5, 1-5 | kiesett                   | kiesett                                | kiesett                              | 9.       |
| Vang Haj-pin (Wang Haibin) (Wang Haibin) | Tőr, egyéni  | 4. csoport · Andrea Borella (ITA) · 2-5 · Piotr Kiełpikowski (POL) · 1-5 · Elvis Gregory (CUB) · 3-5 · Ramiro Bravo (ESP) · 5-3 · Dario Torrente (RSA) · 5-1 · José Marcelo Álvarez (PAR) · 5-3 | 5.         | Maged Abdallah (EGY) · 6-4, 5-3        | Dmitrij Sevcsenko (EUN) · 3-5, 1-5    |                             |                             | Andrés García (ESP) · 3-5, 2-5            | kiesett                                     | kiesett                        | kiesett                        | kiesett                   | kiesett                                | kiesett                              | 29.      |
| Vang Li-hung (Wang Lihong) | Tőr, egyéni  | 2. csoport · Dmitrij Sevcsenko (EUN) · 4-5 · Marian Sypniewski (POL) · 1-5 · Kiss Róbert (HUN) · 4-5 · Kim Seung-Pyo (KOR) · 5-4 · José Guimarães (POR) · 5-1 · Zaddick Longenbach (USA) · 2-5  | 4.*        | Vjacseszlav Grigorjev (EUN) · 2-5, 1-5 | kiesett                               | kiesett                     | kiesett                     | kiesett                                   | kiesett                                     | kiesett                        | kiesett                        | kiesett                   | kiesett                                | kiesett                              | 46.      |
| Csia Kuj-hua (Jia Guihua) | Kard, egyéni | 5. csoport · Szabó Bence (HUN) · 1-5 · Jean-Phillippe Daurelle (FRA) · 3-5 · Alexandru Chiculiţă (ROU) · 4-5 · Kirkham Zavieh (GBR) · 3-5                                                       | 5.         | kiesett                                | kiesett                               | kiesett                     | kiesett                     | kiesett                                   | kiesett                                     | kiesett                        | kiesett                        | kiesett                   | kiesett                                | kiesett                              | 38.      |
| Cseng Csao-kang (Zheng Zhaokang) | Kard, egyéni | 6. csoport · Nébald György (HUN) · 4-5 · Marco Marin (ITA) · 0-5 · Grigorij Kirijenko (EUN) · 4-5 · Raúl Peinador (ESP) · 5-3 · Dario Torrente (RSA) · 5-1 · Hasimoto Hirosi (JPN) · 5-3        | 5.         | erőnyerő                               | Szabó Bence (HUN) · 0-5, 2-5          |                             |                             | Alexandru Chiculiţă (ROU) · 4-6, 6-4, 6-4 | Franck Ducheix (FRA) · 0-5, 5-3, 6-5        | Marco Marin (ITA) · 0-5, 1-5   | kiesett                        | kiesett                   | kiesett                                | kiesett                              | 15.      |
| Jang Csen (Yang Zhen) | Kard, egyéni | 3. csoport · Felix Becker (GER) · 2-5 · Ferdinando Meglio (ITA) · 3-5 · Janusz Olech (POL) · 4-5 · Jean-Paul Banos (CAN) · 5-2 · Esteban Mullins (CRC) · 5-2                                    | 4.         | erőnyerő                               | Jean-François Lamour (FRA) · 1-5, 3-5 |                             |                             | Raúl Peinador (ESP) · 6-5, 6-4            | Felix Becker (GER) · 2-5, 3-5               | kiesett                        | kiesett                        | kiesett                   | kiesett                                | kiesett                              | 22.      |
| Csen Piao (Chen Biao) Lao Sao-pej (Lao Shaopei) Je Csung (Ye Chong) (Ye Chong) Vang Haj-pin (Wang Haibin) (Wang Haibin) Vang Li-hung (Wang Lihong) | Tőr, csapat  | 2. csoport · Olaszország (ITA) · 1-9 · Lengyelország (POL) · 7-9 | 3.         |                                        |                                       |                             |                             |                                           |                                             |                                |                                | kiesett                   | kiesett                                | kiesett                              | 10.      |
| Csia Kuj-hua (Jia Guihua) Csiang Je-fej (Jiang Yefei) Ning Hszien-kuj (Ning Xiankui) Cseng Csao-kang (Zheng Zhaokang) Jang Csen (Yang Zhen)        | Kard, csapat | 1. csoport · Olaszország (ITA) · 5-9 · Spanyolország (ESP) · 8-7 | 2.         |                                        |                                       |                             |                             |                                           |                                             |                                |                                | Franciaország (FRA) · 5-9 | 5–8. helyért · Németország (GER) · 4-9 | 7. helyért · Olaszország (ITA) · 9-7 | 7.       |

Női
| Versenyző | Versenyszám | Csoportkör | Csoportkör | Selejtező         | 32-es főtábla                      | Egyenes ág a negyeddöntőért                | Egyenes ág a negyeddöntőért     | Vigaszág a negyeddöntőért            | Vigaszág a negyeddöntőért         | Vigaszág a negyeddöntőért              | Vigaszág a negyeddöntőért           | Negyeddöntő                     | Elődöntő                                | Döntő                                   | Helyezés |
| Versenyző | Versenyszám | Csoportkör | Csoportkör | Selejtező         | 32-es főtábla                      | 1. kör                                     | 2. kör                          | 1. kör                               | 2. kör                            | 3. kör                                 | 4. kör                              | Negyeddöntő                     | Elődöntő                                | Döntő                                   | Helyezés |
| Versenyző | Versenyszám | Ellenfél Eredmény | Hely.      | Ellenfél Eredmény | Ellenfél Eredmény                  | Ellenfél Eredmény                          | Ellenfél Eredmény               | Ellenfél Eredmény                    | Ellenfél Eredmény                 | Ellenfél Eredmény                      | Ellenfél Eredmény                   | Ellenfél Eredmény               | Ellenfél Eredmény                       | Ellenfél Eredmény                       | Helyezés |
| --- | ----------- | --- | ---------- | ----------------- | ---------------------------------- | ------------------------------------------ | ------------------------------- | ------------------------------------ | --------------------------------- | -------------------------------------- | ----------------------------------- | ------------------------------- | --------------------------------------- | --------------------------------------- | -------- |
| O Csie (E Jie) | Tőr, egyéni | 5. csoport · Stefanek Gertrúd (HUN) · 3-5 · Reka Lazăr-Szabo (ROU) · 2-5 · Giovanna Trillini (ITA) · 5-4 · Rosa María Castillejo (ESP) · 5-3 · Sandra Giancola (ARG) · 5-1 · Elvia Reyes (HON) · 5-0 | 3.         | erőnyerő          | Reka Lazăr-Szabo (ROU) · 3-5, 3-5  |                                            |                                 | Gisèle Meygret (FRA) · 5-3, 3-5, 1-5 | kiesett                           | kiesett                                | kiesett                             | kiesett                         | kiesett                                 | kiesett                                 | 28.      |
| Vang Huj-feng (Wang Hui-feng) (Wang Huifeng)                                                                                  | Tőr, egyéni | 4. csoport · Olga Velicsko (EUN) · 2-5 · Zita-Eva Funkenhauser (GER) · 5-4 · Montserat Esquerdo (ESP) · 5-4 · Mary O'Neill (USA) · 5-2 · Linda Strachan (GBR) · 5-2                                  | 3.         | erőnyerő          | I Jeong-Suk (KOR) · 3-5, 5-2, 5-1  | Zita-Eva Funkenhause (GER) · 0-5, 6-5, 6-4 | Fiona McIntosh (GBR) · 2-5, 5-6 |                                      |                                   |                                        | Claudia Grigorescu (ROU) · 5-1, 5-2 | Fiona McIntosh (GBR) · 6-5, 5-1 | Laurence Modaine (FRA) · 5-0, 2-5, 5-3  | Giovanna Trillini (ITA) · 6-5, 3-5, 5-6 |          |
| Hsziao Aj-hua (Xiao Aihua) | Tőr, egyéni | 7. csoport · Mincza Ildikó (HUN) · 3-5 · Lydia Czuckermann-Hatuel (ISR) · 5-3 · Annette Dobmeier (GER) · 5-2 · Renée Aubin (CAN) · 5-1 · Fiona McIntosh (GBR) · 1-5                                  | 3.         | erőnyerő          | Isabelle Spennato (FRA) · 5-2, 5-2 | Olga Velicsko (EUN) · 3-5, 5-1, 1-5        |                                 |                                      | Stefanek Gertrúd (HUN) · 6-4, 5-2 | Tatyjana Szadovszkaja (EUN) · 5-6, 5-6 | kiesett                             | kiesett                         | kiesett                                 | kiesett                                 | 15.      |
| O Csie (E Jie) Liang Csün (Liang Jun) Vang Huj-feng (Wang Hui-feng) (Wang Huifeng) Hsziao Aj-hua (Xiao Aihua) Je Lin (Ye Lin) | Tőr, csapat | 4. csoport · Franciaország (FRA) · 8-6 · Egyesült Államok (USA) · 9-4 | 1.         |                   |                                    |                                            |                                 |                                      |                                   |                                        |                                     | Románia (ROU) · 7-8             | 5–8. helyért · Magyarország (HUN) · 8-8 | 5. helyért · Franciaország (FRA) · 5-9  | 6.       |

* - egy másik versenyzővel azonos eredményt ért el